# Comté d'Aroostook
Pour les articles homonymes, voir Aroostook (homonymie).
Le comté d'Aroostook (prononcé en anglais : /əˈɹuːstək/) est un comté de l'État du Maine aux États-Unis. Le siège est la ville de Houlton avec des bureaux à Caribou et Fort Kent. Selon le recensement de 2020, sa population est de 67 105 habitants, ce qui représente 5,4 % de la population totale de l'État du Maine.
Le comté d'Aroostoock est surnommé « Le Comté » ou « La Couronne du Maine ».

## Toponymie
Le comté porte le nom de l'une de ses rivières principales, qui serait dérivé de l'expression de la langue indienne malécite-passamaquoddy Woolahstook, signifiant « belle rivière ». Le nom s'épelait Arestook entre 1852 et 1854 puis Aroostook vers 1885.

## Emblèmes
Lors de manifestations culturelles ou sportives, il arrive que le comté soit représenté par une bannière composée de trois bandes verticales inégales, de couleur verte pour les bandes extérieures et blanche pour la bande centrale qui est aussi la plus large. Au cœur de cette bande centrale, figure en vert la carte du comté avec la date (1839) de son incorporation dans l’État du Maine. L'administration du comté rappelle que cette bannière n'a pas été officiellement adoptée comme drapeau et qu'elle ne figure pas à ce titre sur son site officiel.
Par contre, le comté d'Aroostook dispose d'un sceau, adopté au début des années 1990 à la suite d'un concours de dessin lancé à cette fin. Ce sceau est divisé en cinq quartiers dans lesquels figurent, au sommet, un élan, animal sauvage emblématique de cette région, puis, et dans le sens des aiguilles d'une montre, des pommes de terre, tubercule emblématique de l'agriculture du comté, un canoé, représentant l'une des activités de plein air de la belle saison, un paysage de crêtes, typique de la région et une motoneige, représentant l'une des activités de plein air de la saison hivernale. En surimpression au centre mais légèrement décalée vers le bas, figure la carte de l’État du Maine avec, en vert, la carte du comté. Sur son pourtour court une légende libellée en capitales blanches sur fond vert : « County of Aroostook . Maine. Incorporated 1839 ».

## Géographie
La superficie du comté est de 6 827,57 milles carrés (17 683 kilomètres carrés) dont 6 671,33 milles carrés (17 279 kilomètres carrés) sont de terre et 156,24 milles carrés (405 kilomètres carrés) sont d'eau. C'est le deuxième plus grand comté américain situé à l'est du fleuve Mississippi (après le comté de Saint Louis du Minnesota). Il est plus grand que les États de Rhode Island et du Connecticut réunis.
Sa configuration est très particulière : le comté « semble s'enfoncer comme un taquet entre les provinces intérieure et maritime [du Canada] et presque couper la communication entre elles ». Et d'ailleurs en hiver, lorsque le Saint-Laurent est gelé, les Canadiens sont contraints de passer par le comté d'Aroostoock pour rejoindre l'Atlantique. « Les marchandises amenées de l'ouest et du sud-ouest par les Pacific Canadian et Grand Trunck Railways ainsi que toutes les productions du haut Canada, sont dirigées alors par voie ferrée sur Portland ». 
C'est une région très distincte de la partie sud du Maine, de par ses sols, son bassin versant et sa formation géologique.  

### Hydrographie

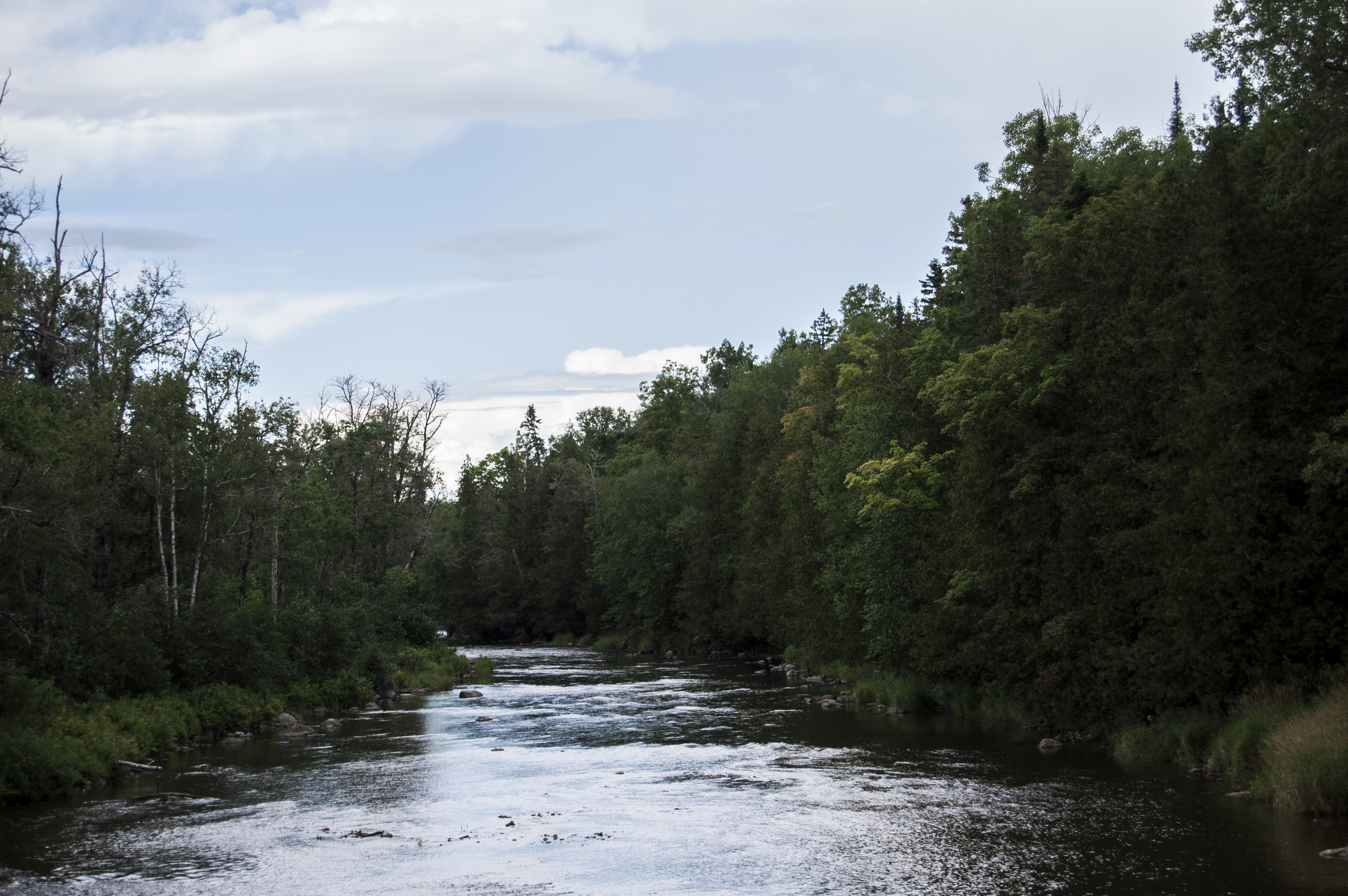
Comté d'Aroostook - cours d'eau.

Elle est sillonnée de très nombreux cours d'eau dont les principaux sont les rivières Allagash, Aroostook, Big Black, Little Madawaska, Machias et Mattawamkeag. Les mouvements de terrain qui séparent les vallées fluviales se trouvent peu accidentés, ce qui fait qu'à la saison des crues, les eaux de bassin se confondent. Au sud-est du comté se trouvent les sources du fleuve Sainte-Croix et la rivière Mattawamkeag. La partie nord du comté est dénommée « la Vallée du fleuve Saint-Jean dans le Maine ». 
C'est aussi une région de lacs dont les plus grands sont Long Lake, Square Lake, Eagle Lake, Squa Pan Lake et Grand Lake.
Le comté d'Aroostook  compte à lui seul dans le Maine plus de 2 000 lacs, ruisseaux, rivières et étangs couvrant près de 32 374 ha d’eau.

### Forêts
Avant d'être colonisées, les terres d'Aroostook étaient entièrement couvertes de forêts d’épinettes, de pins, de cèdres, de bouleaux et d’érables. Plus de 88 % de la superficie du comté d’Aroostook restent boisés. Une grande partie de cette vaste forêt est gérée par une société privée : North Maine Woods, Inc.. Les terres appartenant à la collectivité publique comprennent le parc d'État Aroostook, la voie navigable sauvage Allagash et la réserve Gardner-Deboulie.

### Sols et cultures
Les sols de ce comté sont principalement constitués de calcaire, de grauwacke et d'ardoise argileuse. Il s'y trouve du minerai de fer d'excellente qualité et la première fonderie de fer fut installée à proximité de Houlton à la fin des années 1880.
Les vallées fluviales présentent un riche gisement d'alluvions, composés de particules d'ardoise et de calcaire désintégrés par les cours d'eau, mêlées à la matière végétale. Ce sol est propice à la culture du blé. Par ailleurs, la forêt, omniprésente, a également participé à la fertilisation naturelle du sol par sa décomposition annuelle. Ce qui explique l'abondance des récoltes des premiers pionniers qui trouvèrent un sol tout fait lorsqu'ils commencèrent à défricher les lots qu'ils avaient acquis.
Le comté d'Aroostook est connu pour sa culture de la pomme de terre. Les sols de ce comté, qui figurent parmi les plus productifs de l'État du Maine, sont composés d'une terre riche, idéale pour la culture de ce tubercule : le Caribou loam. Ce sol comporte trois couches successives : en surface, un terreau soyeux, brun noisette, sur une profondeur de 25 cm à peu près ; en deuxième couche, un limon jaune qui va de quelques centimètres à 70 cm de profondeur puis en sédiment inférieur, un terreau gris ou grisâtre. Ce sol, d'origine glaciaire, convient à toutes les cultures agricoles mais il semble particulièrement adapté à celle des pommes de terre, des céréales, des légumes et des fruits.

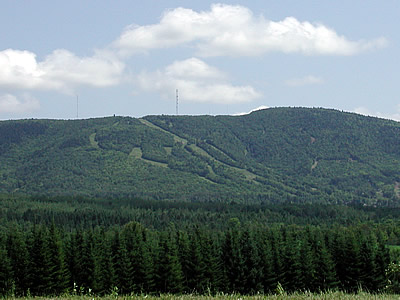
Le mont Mars Hill dans la localité du même nom.

### Relief

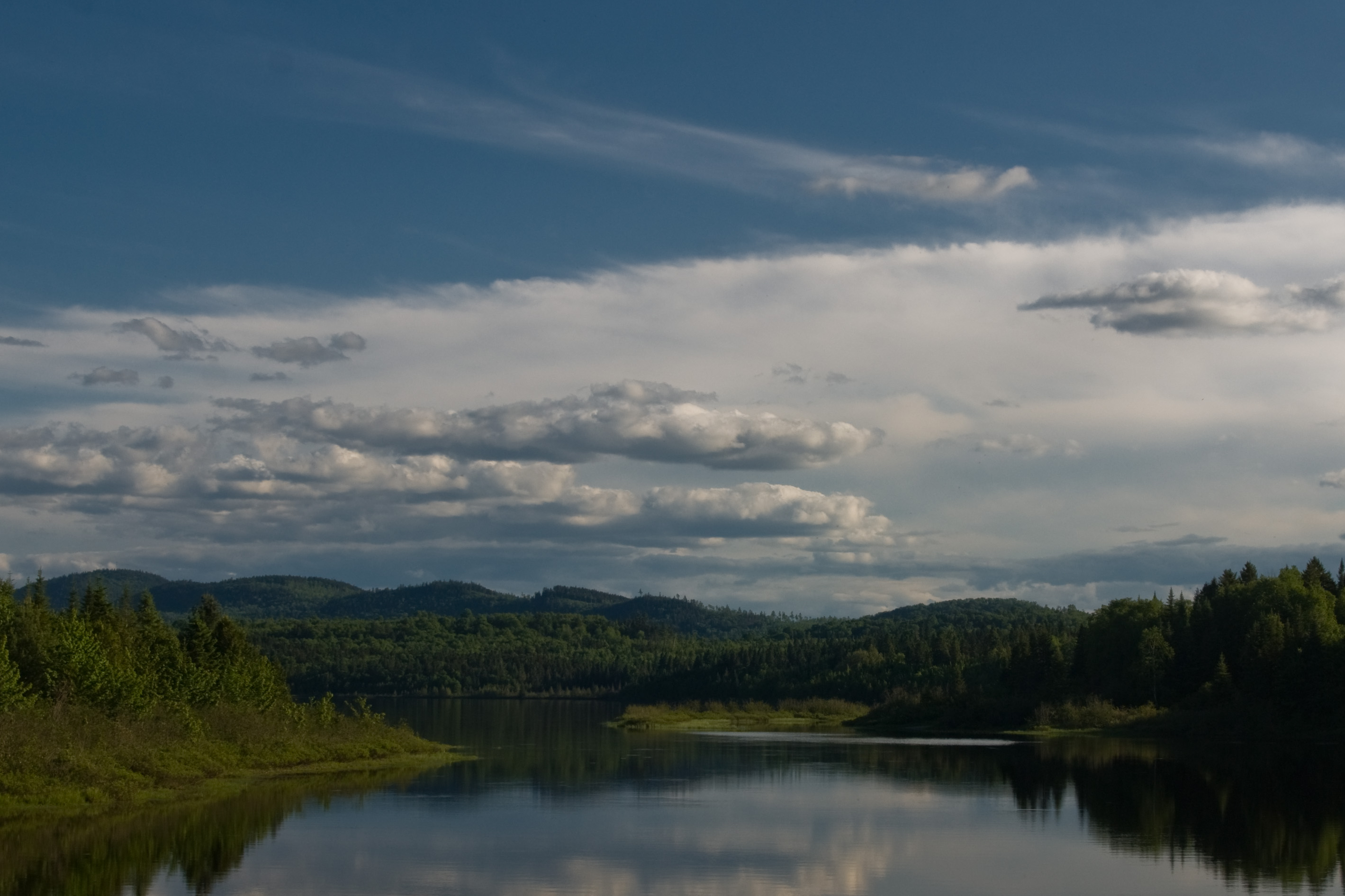
Les crêtes et les forêts du Nord du Maine

La surface du comté est formée de crêtes successives. Il ne s'agit donc pas à proprement parler d'une région montagneuse mais la « grandeur des paysages de montagne » est toutefois présente grâce aux vues que toute élévation dégage sur le sommet isolé du Mont Katahdin dans le comté voisin de Piscataquis. Le point le plus haut d'Aroostook est Mars Hill, situé dans la localité du même nom entre Houlton et Presque Isle. Le Sentier des Appalaches passe par son sommet où se trouve une ferme éolienne de 28 mâts. Sur sa face ouest a été créé en 1960  un domaine skiable, Big Rock Ski Area, l'un des plus grands du Maine. À sa base se trouve un country club avec parcours de golf de 18 trous. 

### Climat
Le comté d'Aroostoock compte en moyenne 159 jours d'ensoleillement et 145 jours  de précipitations par an. Il tombe en moyenne 101,6 cm de pluie et 238,76 cm de neige par an. La saison la plus pluvieuse est celle d'automne. Les chutes de neige sont importantes durant 7 mois dans l'année.  
Les mois les plus agréables de l'année sont ceux de juillet, août et juin et les plus difficiles ceux de janvier et février. Le mois le plus humide de l'année est le mois de juillet (moyenne de 13,8 jours avec précipitations) et le plus sec, le mois de février (moyenne de 9,7 jours avec précipitations). 
Les températures les plus élevées se situent en août avec une moyenne de 24,7 °C (25,5 °C dans le Maine) et les plus basses en février avec une moyenne de −17,6 °C (−14,4 °C dans le Maine). La température descend au-dessous de −18 °C pendant en moyenne 41,8 jours par an. 
Les régions les plus froides et les plus sèches du comté (et aussi de l'État du Maine) se situent au nord-ouest, à Allagash et à Clayton Lake et dans le nord, à Fort Kent et à Van Buren. 

#### Sècheresse de 2020
Le 21 septembre 2020, l'État du Maine a déclaré l'état de catastrophe naturelle pour le comté d'Aroostook et les quatre comtés contigus de Penobscot, Piscataquis, Somerset et Washington en raison de la sécheresse sévère qu'ils ont subie à partir de mai 2020 (niveau D2). Un programme d'aide d'urgence pour le bétail (fourrage et eau) et pour les cultures (irrigation des vergers et des vignobles) a été déclenché et une enquête en ligne a été lancée sur les puits secs afin d'évaluer l'impact de la sécheresse sur les récoltes. L'État a par ailleurs demandé aux agriculteurs d'anticiper les sècheresses futures, en améliorant les réserves d'eau, en amendant les sols et en recourant aux cultures de couverture pour un accroissement de la capacité de maintien de l'humidité des sols.

### Énergie renouvelable
En 2022, environ 82,42 % de l'électricité produite dans le comté provient de l'énergie éolienne, le complément étant apporté par la vapeur achetée (17,48 %) et l'hydroélectricité conventionnelle (0,15 %). Deux des quatre centrales électriques du comté sont des centrales éoliennes et se situent respectivement à Mars Hill et à Oakfield. Le comté d'Aroostook occupe ainsi la 8éme position sur les 16 comtés producteurs d'électricité que compte le Maine. 
Avec 76 éoliennes qui fournissent 189,6 MW, l'exploitation de l'énergie éolienne est suffisamment développée pour permettre au comté de vendre son surplus au réseau électrique voisin de toute la Nouvelle-Angleterre (pour l'instant le comté d'Aroostook et plus largement tout le nord du Maine sont reliés à la province canadienne du Nouveau-Brunswick plutôt qu'au sud du Maine). Mais les différents projets de raccordement envisagés jusqu'ici ont fait polémique et n'ont pu aboutir. Malgré le rejet par référendum en novembre 2021 du dernier projet en date,  une nouvelle proposition de ligne de transport d'électricité à partir du comté d'Aroostook a été soumise au gouvernement du Maine le 2 mars 2022. Le projet King Pine d'une puissance d'environ 1 000 mégawatts proposé par Longroad Energy comporterait plus de 160 éoliennes implantées dans les terres forestières situées au nord d'Oakfield. Fin juin 2023, l'assemblée législative du Maine a approuvé le projet mais non le tracé qui fait l'objet de pourparlers avec les propriétaires fonciers concernés du sud du comté d'Aroostook à Coopers Mills, localité située dans le comté limitrophe de Lincoln. 

### Comtés américains adjacents
|                   |                                         |                     |
|                   | comté d'Aroostook                       |                     |
| Comté de Somerset | Comté de Penobscot Comté de Piscataquis | Comté de Washington |

### Municipalités régionales de comté adjacentes
- Montmagny (municipalité régionale de comté), Québec (ouest)
- L'Islet (municipalité régionale de comté), Québec (ouest)
- Kamouraska (municipalité régionale de comté), Québec (nord-ouest)
- Témiscouata, Québec

### Comtés canadiens adjacents
- Comté de Madawaska, Nouveau-Brunswick (nord-est)
- Comté de Victoria, Nouveau-Brunswick (est)
- Comté de Carleton, Nouveau-Brunswick (est)
- Comté d'York, Nouveau-Brunswick (sud-est)

## Histoire
L’extrémité nord du Maine dont le comté d'Aroostook fait partie est demeurée couverte par une calotte glaciaire plus longtemps que les trois autres quarts de l’État, ce qui a probablement eu pour conséquence une colonisation plus tardive de ces terres. 

### Préhistoire
Il n'a pas été trouvé trace de sites archéologiques datant de la période paléoindienne (env. 11 000 ans AA) au nord du lac Munsungan. Il est admis que les Paléoindiens étaient probablement de grands chasseurs de gibier qui traversaient la forêt boréale en suivant les troupeaux de caribous (ou autres espèces éteintes du Pléistocène) et en exploitant des carrières pour leurs pierres taillées. Les cours d'eau et les chapelets de lacs qui sont apparus à la fin des glaciations ont été alors utilisés comme  corridors de transport et lieux d'activités de subsistance. Bien qu’il y ait peu de preuves archéologiques directes de l'existence d'embarcations, la configuration des premiers sites de l’Holocène suggère fortement l’utilisation de pirogues ou de bateaux recouverts de peaux.

### Premiers occupants

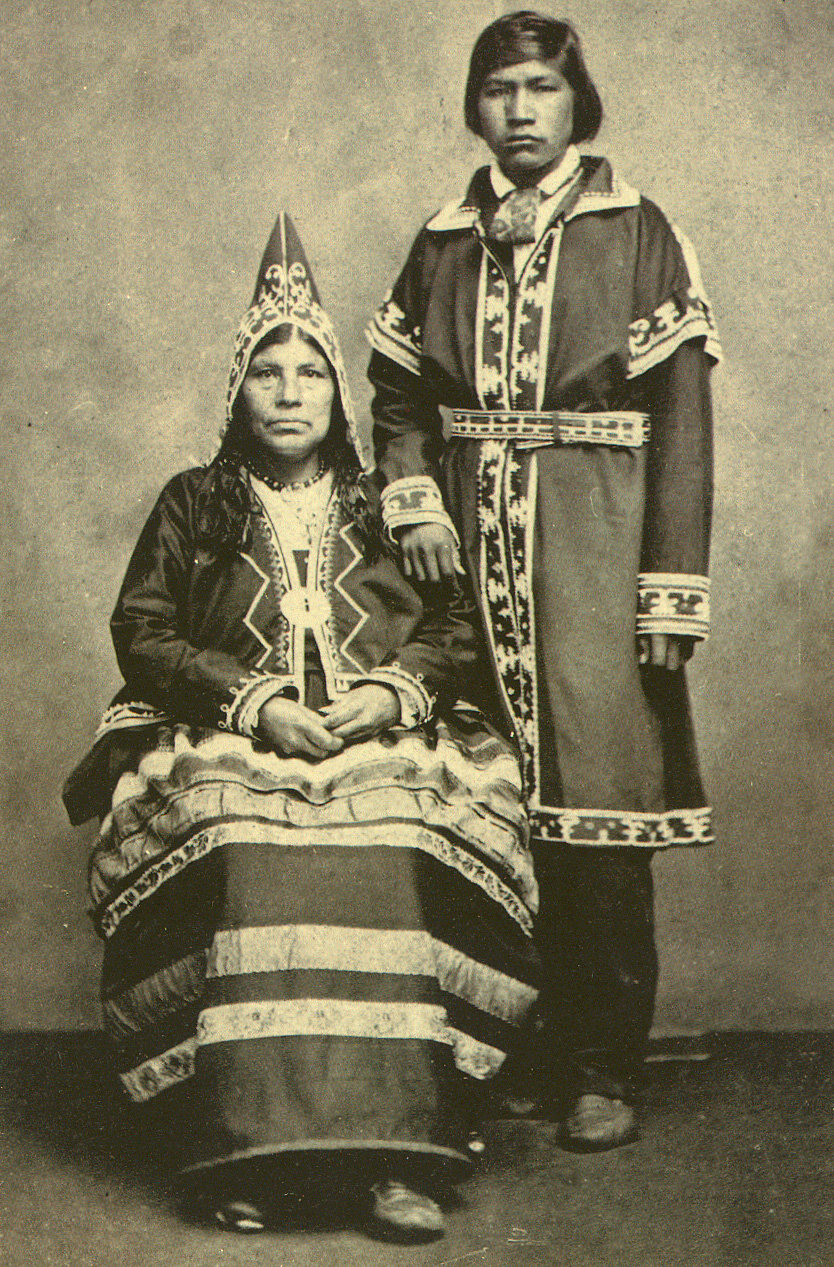
Indiens Micmacs, 1865.

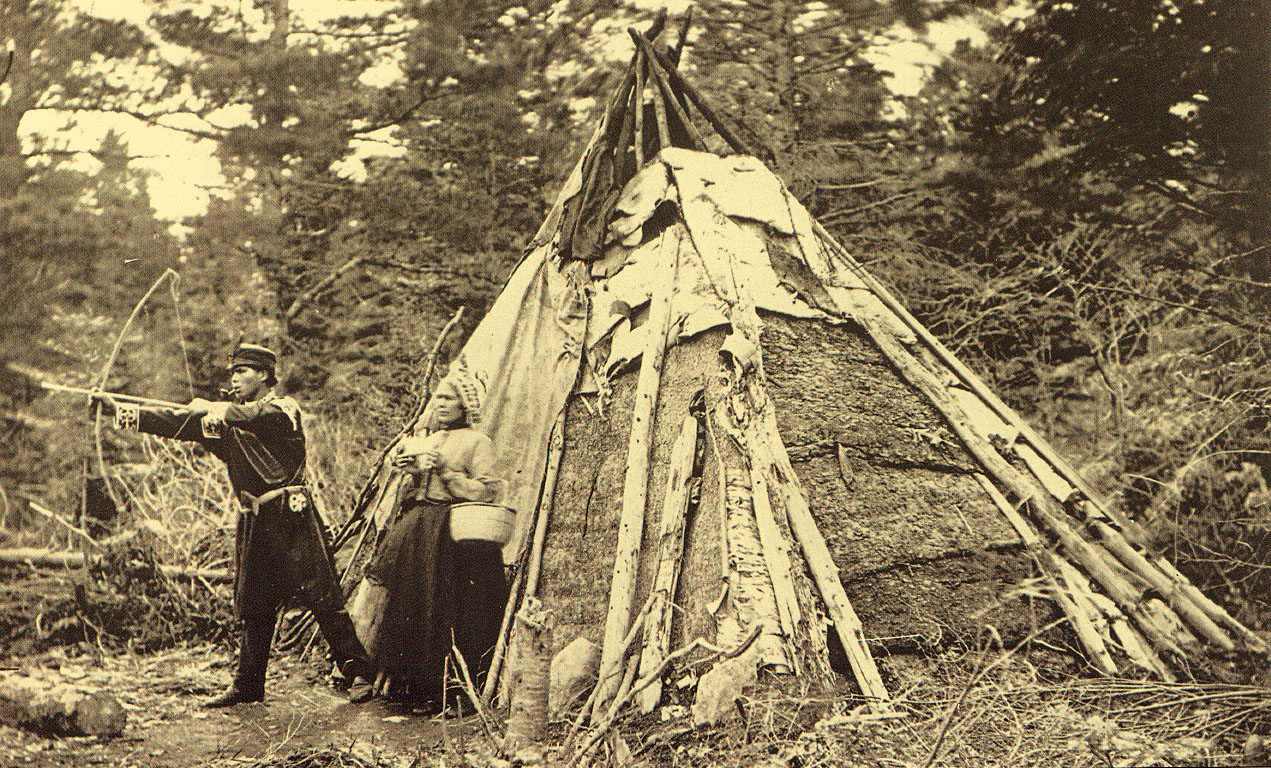
Habitat traditionnel micmac (wigwam), 1873.

Le comté actuel fait partie du territoire ancestral des Indiens Malécites qui relèvent « de la grande famille wabanakie depuis la période historique » et dont les groupes (Abénaquis de l’Est, Penobscots, Passamaquoddys, Malécites et Micmacs) sont « généralement considérés comme étant les occupants ancestraux de la région de la Péninsule maritime »,.  Le territoire des Malécites se trouve à cheval sur les États canadien et américain et « après le traité de Jay en 1794, les Malécites ont obtenu des droits de passage entre les deux pays ». Le mode de vie de ces occupants ancestraux a été décrit par les premiers Européens et la recherche archéologique menée depuis 125 ans permet d'avancer que les sites fouillés sont le « résultat d’occupations de courtes durées par des petits groupes de chasseurs-cueilleurs ayant une grande mobilité.  Les sites ne présentent généralement pas de foyers ou d’habitations, peu ou pas de restes fauniques ou végétaux, alors que la stratigraphie culturelle (superpositions d’occupations répétées) est généralement absente ». Les archéologues en concluent que les ancêtres des Malécites semblent avoir maintenu un mode de vie nomade, « se déplaçant sur de vastes territoires en fonction d’un cycle annuel visant l’exploitation de ressources variées dans des environnements diversifiés à différentes périodes de l’année ».
Il existe toujours une communauté de Malécites dans le comté d'Aroostook, à Houlton. Composée de 1 700 individus (selon les données mises en ligne sur son site officiel), cette communauté dispose d'une structure de gouvernement, reconnue par les autorités fédérales en octobre 1980, sous la forme d'un conseil tribal de six membres qui élisent un chef tous les quatre ans.
Au début de la période historique, probablement en raison du commerce des fourrures, des groupes d'Indiens Micmac sont apparus sur le territoire malécite. 
Il existe toujours une communauté de Micmacs dans le comté d'Aroostook, dont le siège se trouve à Presque Isle. Ils possèdent une terre située sur le territoire de la ville de Limestone. Les Micmacs d'Aroostook ont obtenu la reconnaissance fédérale le 26 novembre 1991. Les Micmacs d'Aroostook renouvellent leur conseil tribal tous les deux ans,.
Les Malécites et les Micmacs ont été des alliés des Français durant la série de guerres qui les opposèrent aux Anglais en Amérique du Nord au XVIIIe siècle.

### À l'époque de la colonisation

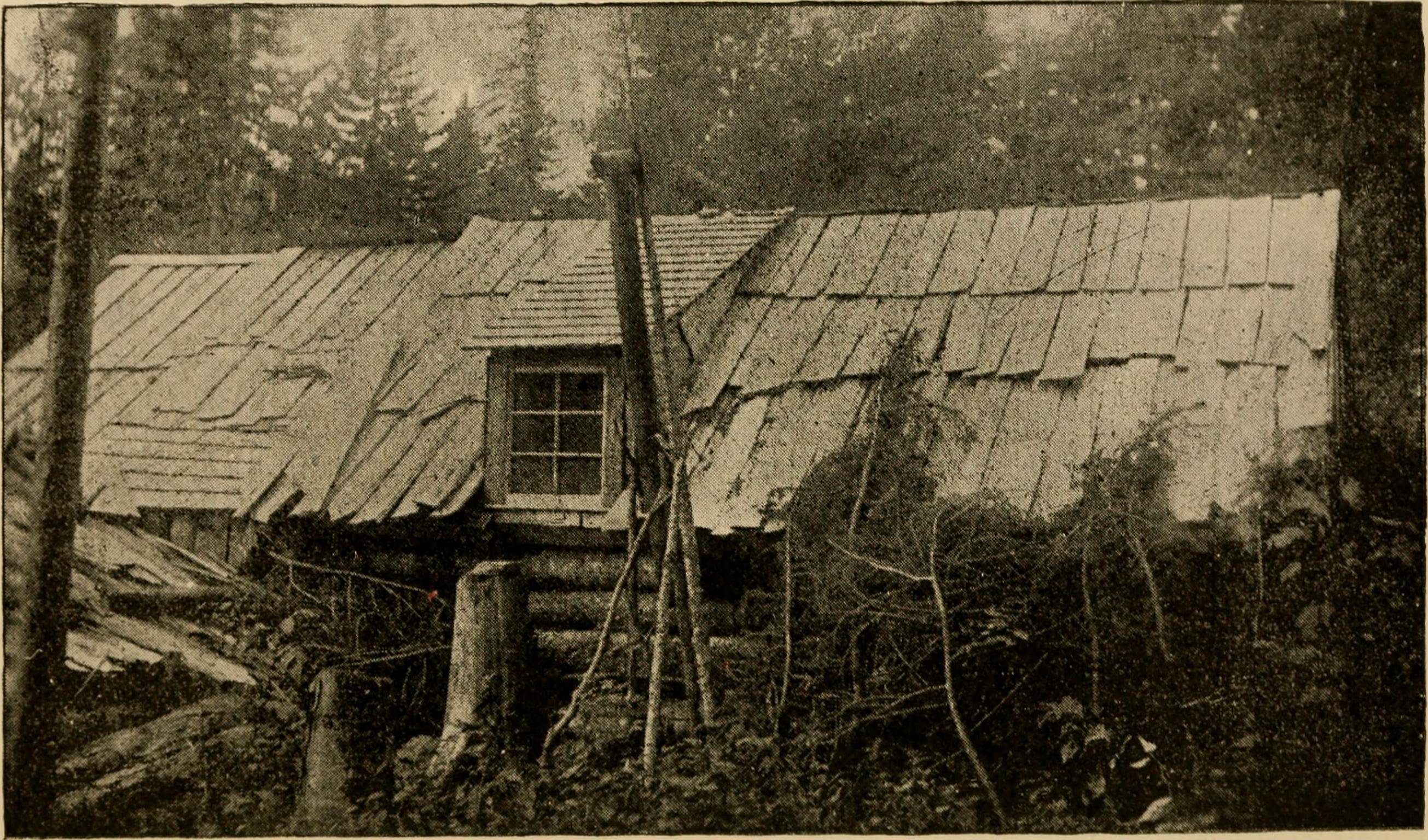
Un camp dans les bois d'Aroostook (1892).

Avant sa création en 1839, le comté était très peu peuplé, du fait de son isolement. Il servait alors d'asile à des "réfugiés" qui fuyaient la province voisine de Nouveau-Brunswick pour raison de dette ou d'infraction à la loi. Un certain nombre d'Acadiens fuyant la déportation de 1755 y trouvèrent aussi refuge, qui s'étaient installés dans la Baie de Minas en Nouvelle-Écosse. Quelques pionniers de la première heure venaient de villes plus anciennes du sud de l’État du Massachusetts. En tant que zone frontalière, le comté était aussi occupé par des contrebandiers qui se livraient au trafic d’alcool. L'activité principale étant l'exploitation forestière, des camps de bûcherons se trouvaient installés près des grandes rivières et c'est d'ailleurs l'importance de cette activité pour les deux états frontaliers qui fut à l'origine de la Guerre d'Aroostook.

### Création et développement du comté

#### Étapes

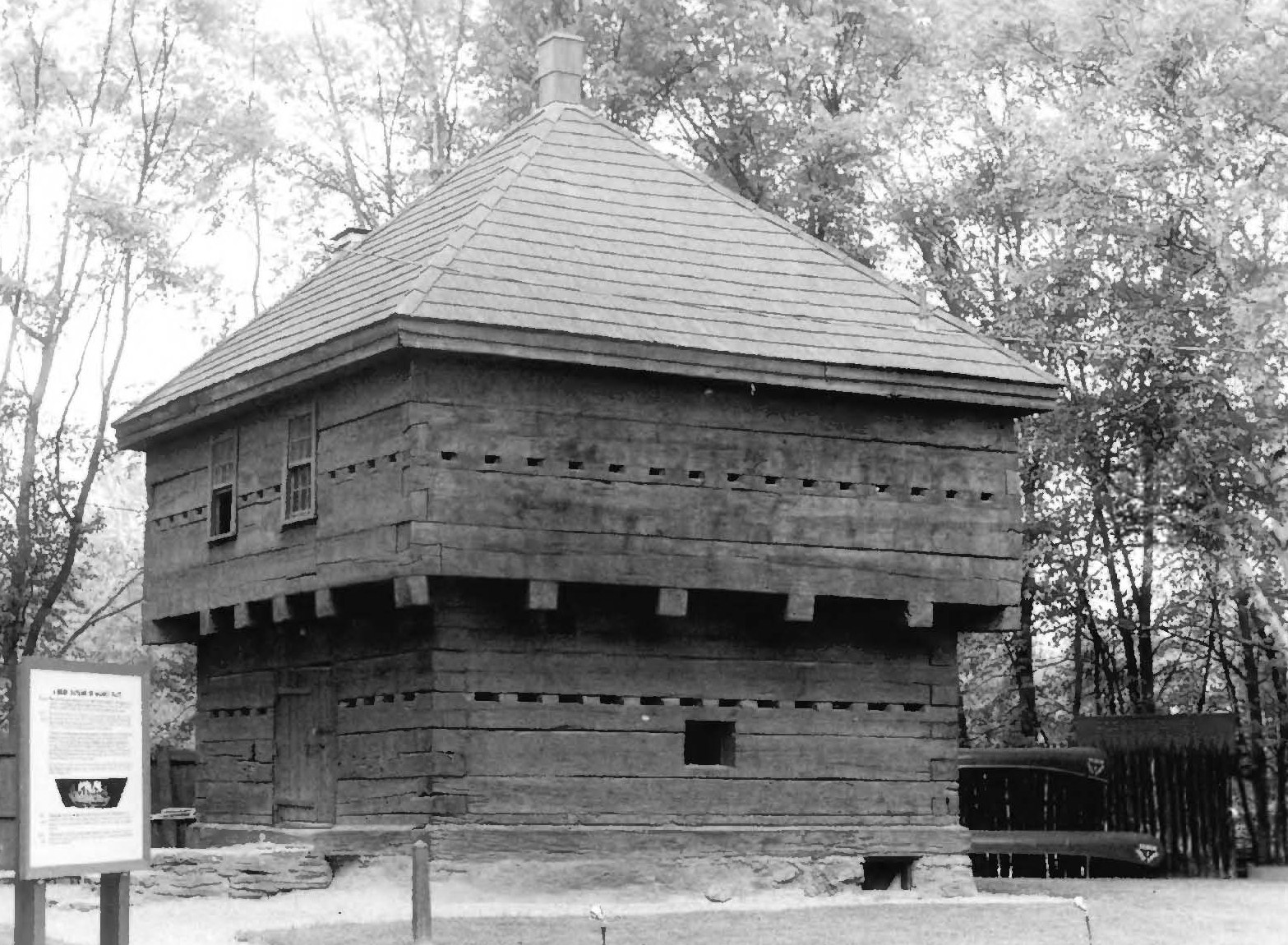
Fortin de Fort Kent (1970).

À l'origine, le comté d'Aroostook faisait partie du comté de Washington dont il se sépara en 1839, sa création officielle intervenant le 16 mars 1839. Une partie du territoire du comté a fait l'objet d'un conflit frontalier entre les États-Unis et le Royaume-Uni qui a mené à la Guerre d'Aroostook entre 1838 et 1839. Ce conflit fut réglé en 1842 par le traité de Webster-Ashburton qui fixa définitivement la frontière avec le Canada. Cet épisode historique important a laissé peu de traces dans le comté, si ce n'est le toponyme de deux localités de la frontière, Fort Fairfield et Fort Kent, qui reçurent le nom des deux gouverneurs éponymes qui jouèrent un rôle dans ce conflit. Le pittoresque fortin (block house) qui surplombe le fleuve Saint-Jean à Fort Kent témoigne aussi de cette époque.  
Par la suite, le comté fut étendu par deux fois à une partie des terres du comté de Penobscot en 1843 puis en 1844, année lors de laquelle il annexa en outre des terres des comtés de Piscataquis et de Somerset. 
En 1899, le comté prit de nouveau quelques terres au comté de Penobscot qu'il restitua cependant en 1903, année qui vit donc la stabilisation de sa délimitation administrative. 

#### Développement
En 1840, un an après sa création, le comté avait une population de 9 410 résidents, « principalement des Français avec quelques établissements anglais ».  
Paradoxalement, c'est la route militaire, construite pendant le conflit frontalier pour permettre d'amener des troupes américaines destinées à garder les points exposés de la frontière, qui a permis par la suite  l'afflux des immigrés dans le comté.   
Entre 1850 et 1860, la population connut une forte croissance qui serait due au retentissement de la visite, en 1858, de l'Association de la Presse du Maine. Pour encourager la colonisation de ces terres fertiles, l’État invita en effet les rédacteurs en chef des plus grands journaux du Maine à se rendre en délégation dans le comté, sous le couvert d'une invitation officiellement lancée par la Société agricole du Nord d'Aroostook.  
Après un creux dû à la Guerre civile, la population fit un bond en 1870 avec 29 609 résidents et dix ans plus tard, elle s'élevait à 41 708 résidents, ce qui témoigne du développement rapide du comté. 
Sur les 107 cantons que comprenait le comté à la fin de la décennie 1880, seuls 50 ont reçu un nom. Tous les autres sont d'immenses étendues de forêts qui appartiennent à des non-résidents. Le Massachusetts puis le Maine  n'ont pas en effet constitué de domaine public, vendant les cantons à des exploitants forestiers ou les octroyant à des institutions d'enseignement qui les ont parfois cédés à de grands exploitants.  

#### Désenclavement

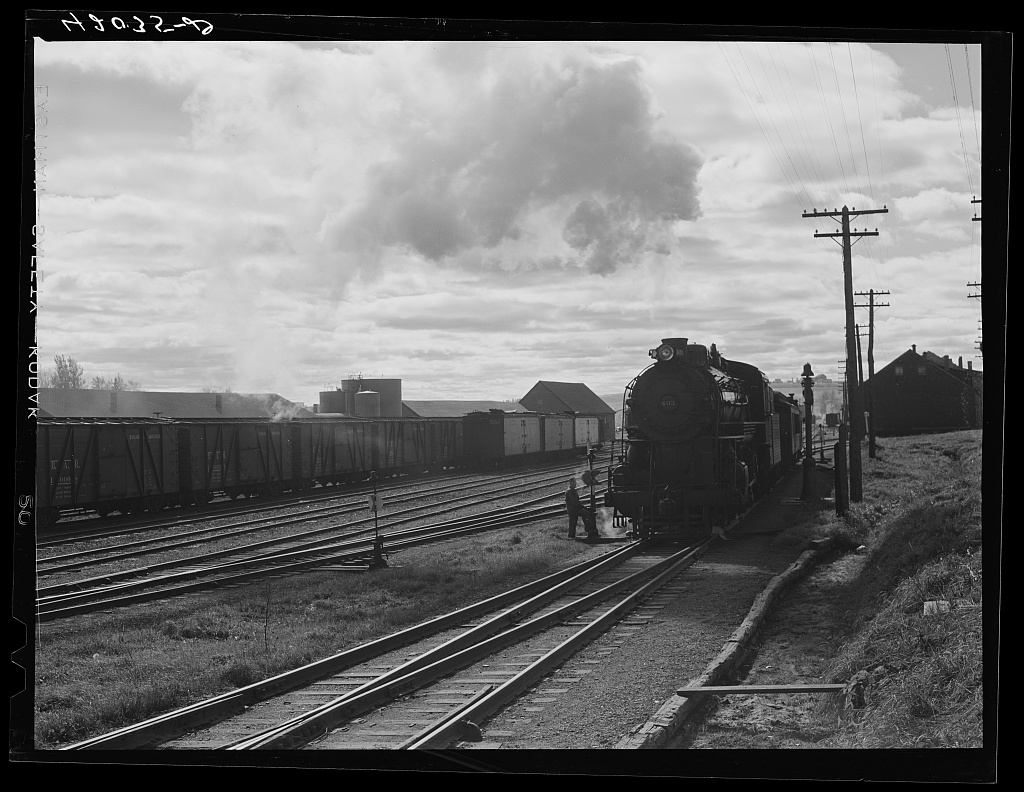
Le terminal à Caribou (1940).

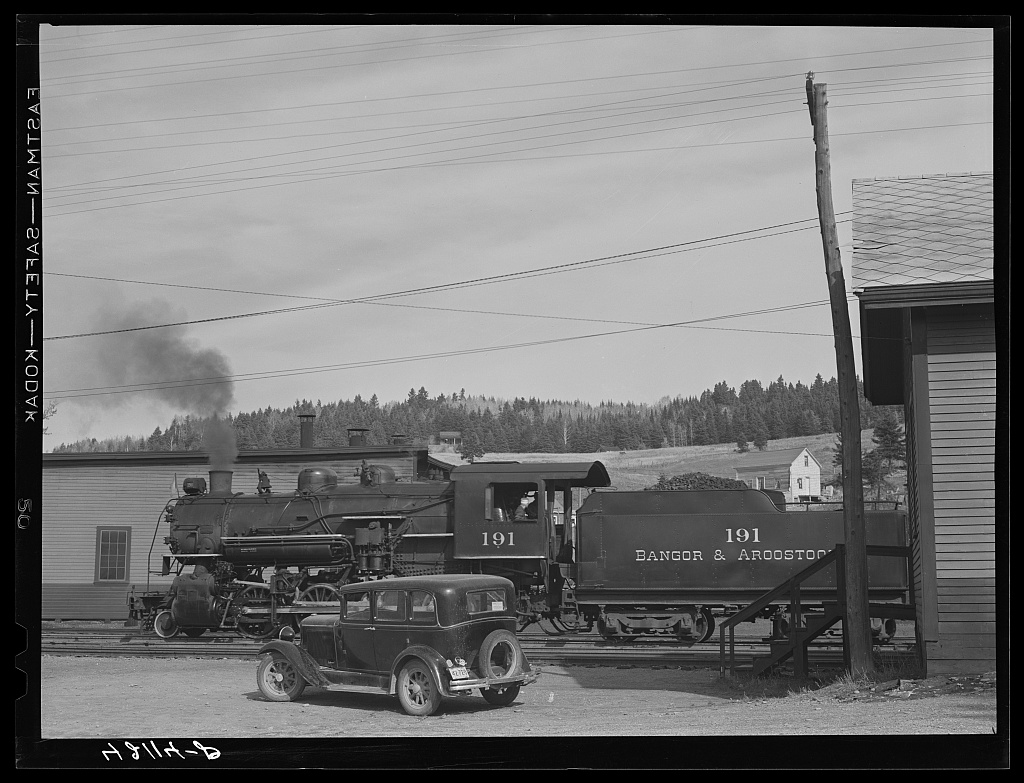
Le Bangor & Aroostook (locomotive à vapeur) à la gare de Caribou (1940)

La question du transport des marchandises a joué un rôle très important dans le développement économique du comté. 
Jusqu'à la Guerre de Sécession, le comté d'Aroostook vivait dans un certain isolement et était perçu comme une « terra incognita ». Seule l'ancienne route militaire de Houlton, construite pendant le conflit frontalier, avec son extension plus tardive vers Presque Isle et Ashland, le reliait au monde extérieur. Après la guerre civile, la nécessité d'investir dans la construction d'un chemin de fer s'est imposée avec l'accroissement de la population du comté et le développement de son économie. « Pour atteindre le monde "extérieur" dont l’avant-poste le plus proche était la ville de Bangor, il fallait pour les attelages de quatre à six chevaux qui transportaient les marchandises hors du comté et y en rapportaient, un voyage de dix jours depuis Presque Isle ou un aller-retour d’à peu près une vingtaine de jours ». Par ailleurs, le comté souffrait de l'attraction que l'Ouest des États-Unis exerçait sur les jeunes générations. 
La première ligne de chemin de fer dont le comté d'Aroostook a tiré profit est en fait née au Nouveau-Brunswick. L'idée avait germé dès 1840 mais la Guerre d'Aroostook y avait mis un terme. Elle avait été reprise par la suite en 1850 par l'entrepreneur John A. Poor lors de la conférence ferroviaire de Portland. Elle se réalisa dix ans plus tard avec la construction de la ligne de chemin de fer European & North American de Bangor à Vanceboro qui s'étala de 1860 à 1870.  Le chantier débuta avec la construction de la section allant de Bangor à Olamon, ouverte en 1868, puis celle d'Olamon à Mattawamkeag, ouverte en 1869 et enfin celle menant jusqu'à Vanceboro, ouverte en 1871. La jonction se fit alors entre la European & North American Maine et la European & North American Western Extension qui fusionnèrent en 1872 pour devenir la Consolidated European & North American Railway. Bien que de manière indirecte, la création de cette ligne permit au comté de s'ouvrir vers l'extérieur.
Quelque temps après, Alexander Gibson, un « magnat du bois de sciage » de la province voisine, conçut et fit réaliser une voie ferrée reliant Gibson près de Fredericton à Woodstock. La ligne suivait le cours du fleuve Saint-Jean sur sa rive est. Fort Fairfield, la ville du comté la plus proche de la voie ferrée, se saisit de cette opportunité pour demander à bénéficier d'une extension de ligne qui lui fut accordée. Caribou fit de même en suivant. Et en 1881, Presque Isle mena campagne à son tour et investit financièrement dans le projet d'embranchement. C'est ainsi que le premier train à vapeur fit son entrée dans la ville le 1er décembre 1881. 

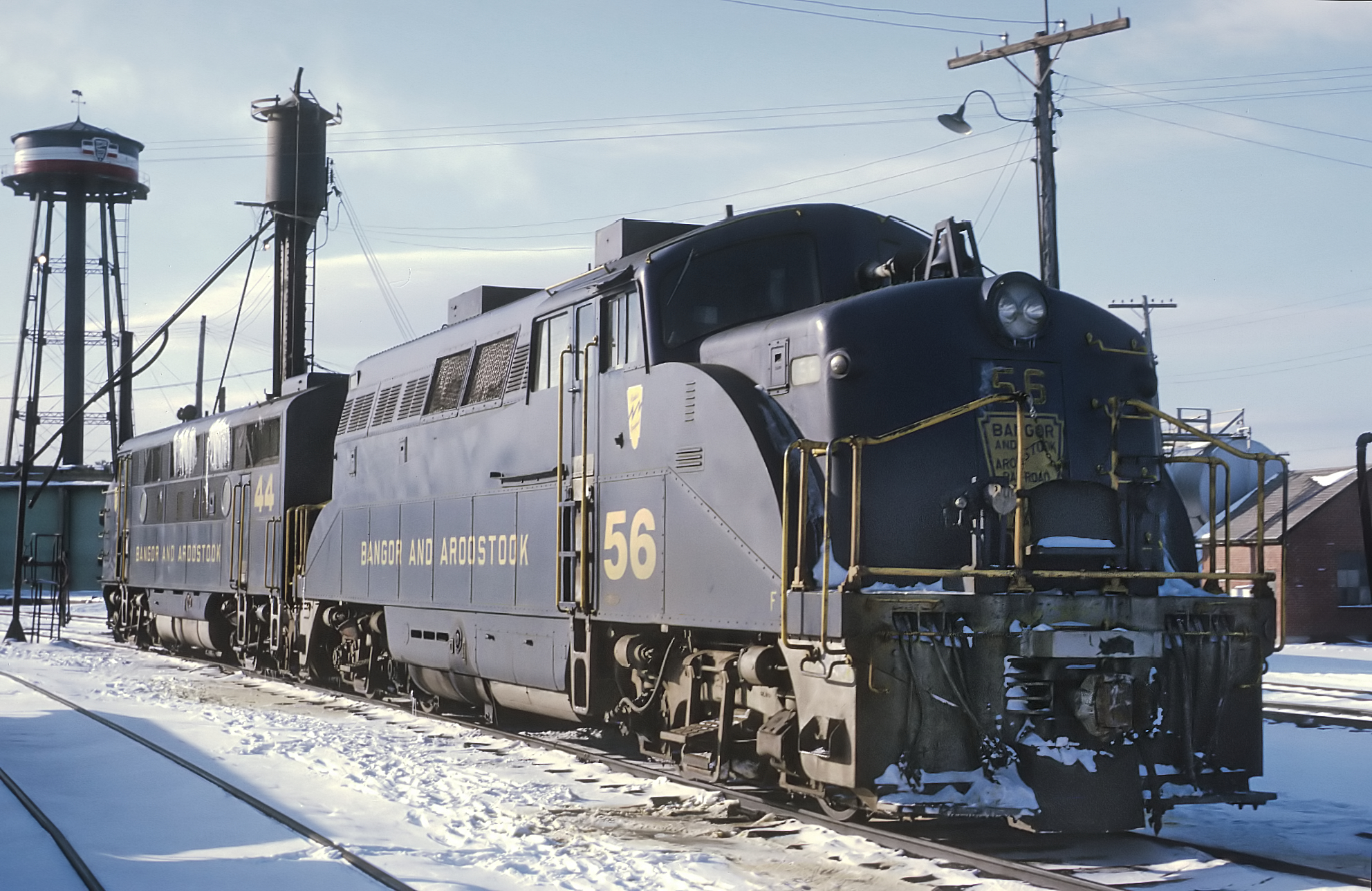
Locomotives diesel à Northern Maine Junction (1970)

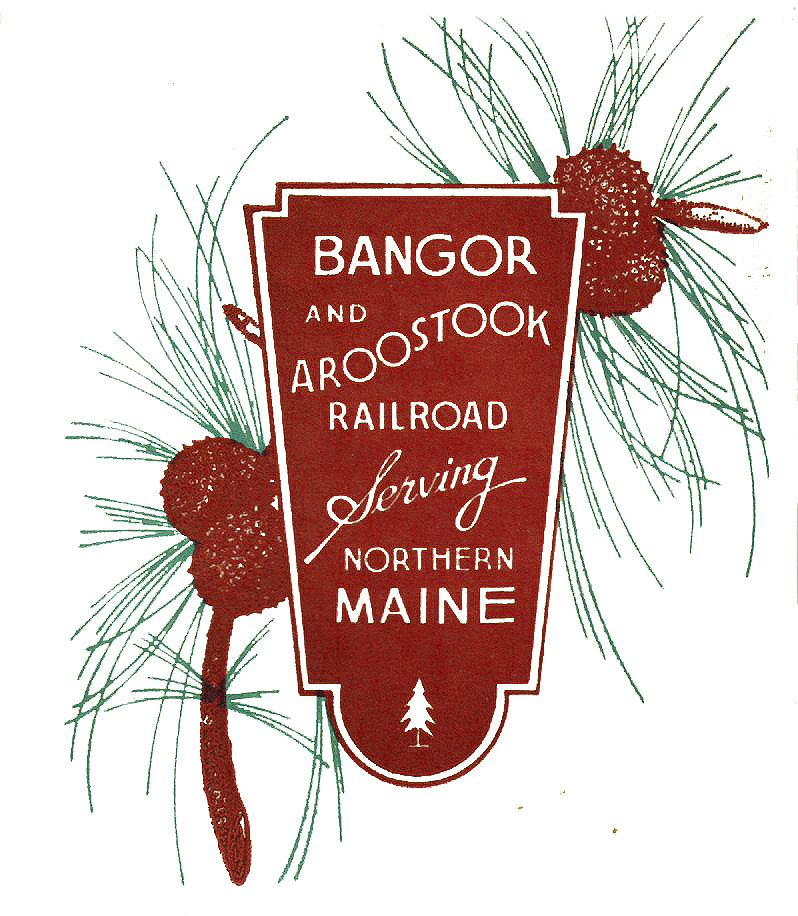
Emblème de la Bangor and Aroostook Railroad.

À peine trois ans après avoir inauguré ses installations ferroviaires, Presque Isle se mobilisa pour obtenir une ligne de chemin de fer directe dans le comté. Cette mobilisation prit rapidement la forme d'une campagne de presse acharnée avec le retour dans la ville, en octobre 1884, de Joseph B. Hall qui relança la publication de l'Aroostook Herald. Le projet connut un échec retentissant et la Northern Maine Railroad qui le portait s'effondra en 1890. Toutefois, le comté obtint de l'Assemblée législative le lancement d'un emprunt d’État  en faveur de la construction d'une ligne de chemin de fer Bangor & Aroostook. La voie fut nivelée en 1894, les rails posés à Caribou ainsi qu'à Fort Fairfield et la ligne fut ouverte au trafic le 1er janvier 1895. La même année, la Bangor & Aroostook Railroad Company commençait à transporter des pommes de terre dans des wagons couverts chauffés.

### «Jardin du Maine»

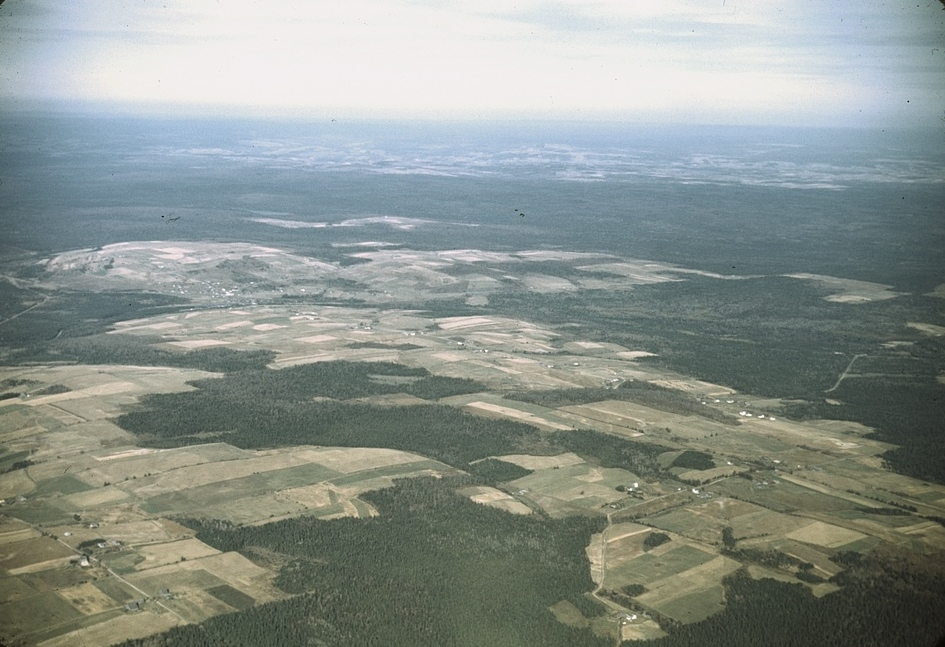
Fermes cultivant la pomme de terre dans le comté d'Aroostook (vue aérienne, 1940)

À la fin du XIXe siècle, le comté est qualifié de « Garden of Maine » pour la richesse de ses ressources naturelles et de son agriculture.  
En 1884, le comté est connu pour ses abondantes ressources en minerai de fer à Wade, à Castel Hill et à Perham ; son calcaire à Limestone ; son ardoise à Littleton et son grès de grande qualité à Mapleton. 
À cette époque les principales essences d'arbres exploitées sont le pin blanc, encore en nombre malgré les coupes très abondantes pratiquées par les premiers exploitants forestiers anglais qui le transportaient en radeaux jusqu'aux docks de Saint-Jean où il était embarqué pour l'Angleterre ; l'épinette, débitée en planches et utilisée par les colons dans la construction des maisons ; la pruche, pour ses écorces riches en tanin et le cèdre, débité en bardeaux.  

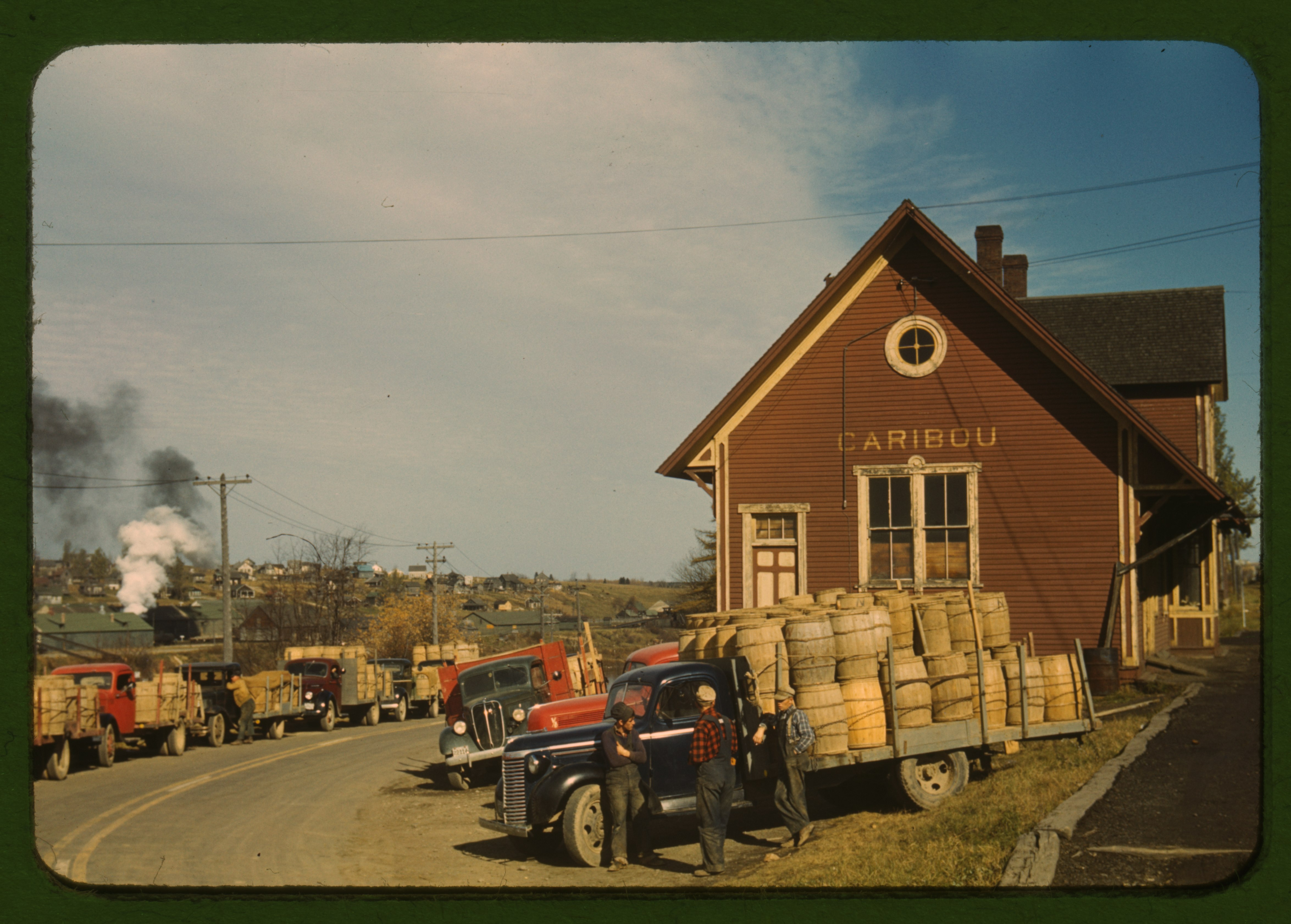
Transport de la fécule à Caribou (1939).

Dans le secteur de l'agriculture, le comté produisait du foin, de l'avoine, du blé, du sarrasin, du houblon et des pommes de terre. Il élevait des bovins, des chevaux et des ovins et se trouvait aussi connu pour sa production laitière. La ville de Houlton était le siège de l'une des plus florissantes fromageries du Maine. La féculerie avait pris un grand essor : les deux premières usines avaient été construites en 1875 à Presque Isle et à Caribou et vers la fin des années 1880, l'on en dénombrait 28 dans le comté. Houlton était le siège d'immenses abattoirs qui fournissaient le marché de Boston à raison de 600 bêtes par jour. Les abattoirs Swift and Maxfield avaient investi en 1882 dans des hangars réfrigérants et en 1883 dans une flotte de 15 camions frigorifiques. La laine des ovins et les peaux des bovins étaient traitées dans les firmes de Bangor. L'apiculture, qui produisait d'une à trois tonnes de miel par année, était aussi un secteur important de l'économie. 

### Première moitié duXXesiècle

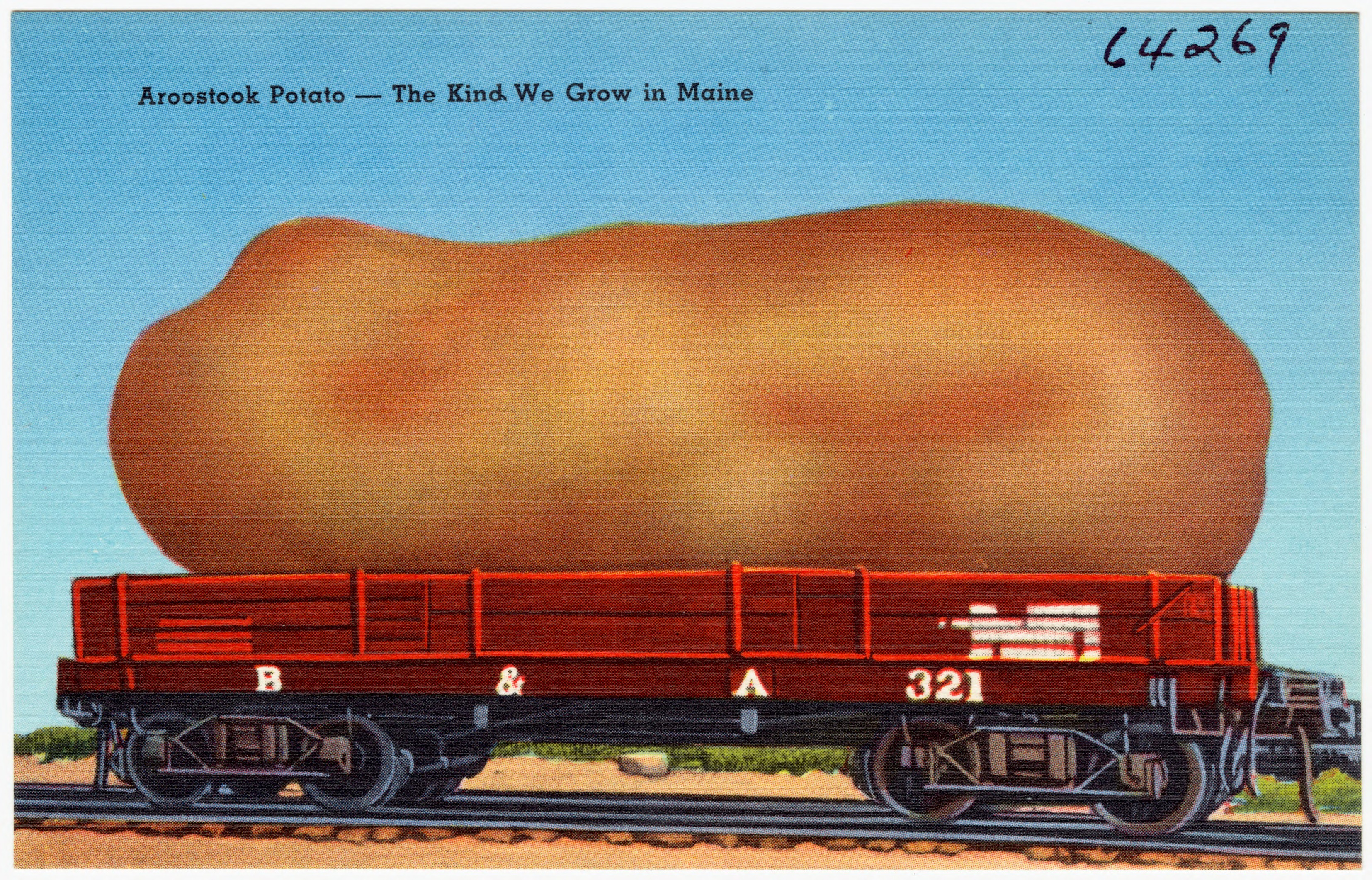
Carte humoristique (environ 1935) : "La pomme de terre d'Aroostook - Le genre que l'on cultive dans le Maine".

Avec l'essor de la culture de la pomme de terre et de l'industrie du transport maritime, le flux d'immigrants ne cessa de croitre, venant en grande partie de la province canadienne voisine. À partir de 1900 en effet, les agriculteurs de Nouveau-Brunswick se retrouvèrent exclus du marché américain en raison de la taxe appliquée sur les pommes de terre venant de l'exportation (25 cents le boisseau). Les exploitations de la province se mirent à stagner pendant que celles du comté voyaient s'élever leurs profits. Plusieurs centaines de fermiers de la province décidèrent alors de migrer vers le comté et ce phénomène ne cessa que lorsque la valeur des fermes d'Aroostook atteignit des prix prohibitifs.

### Pendant la Guerre froide

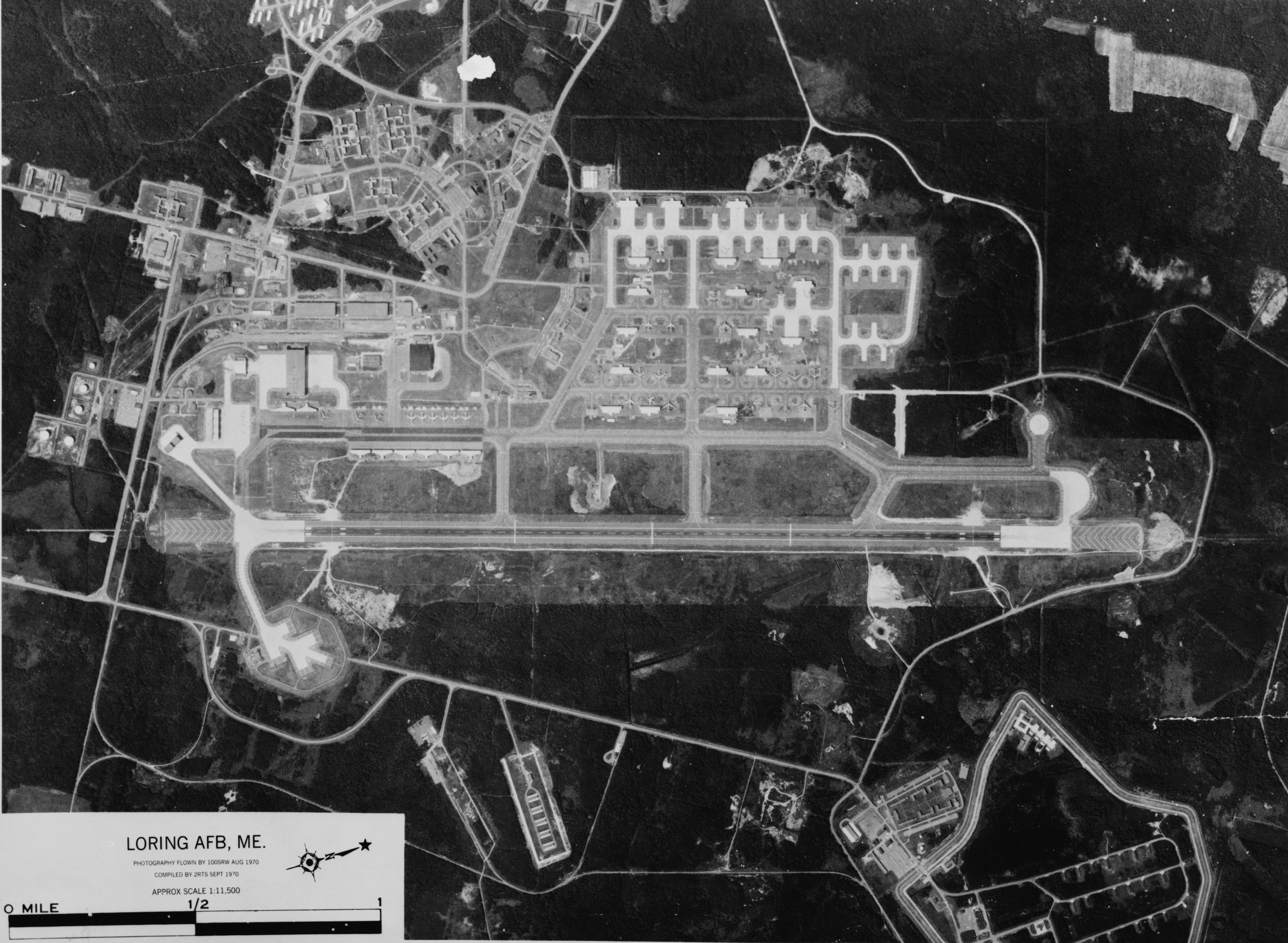
Loring Air Force Base (vue aérienne, 1970).

L'économie du comté a été en grande partie dominée pendant la seconde moitié du XXe siècle par les dépenses militaires engagées par les États-Unis durant la Guerre froide. 
Une base aérienne fut construite en 1947 à Limestone. Baptisée « Base aérienne de Loring » (Loring Air Force Base) en 1953, elle fut choisie comme siège de l'escadre de bombardement du 42e Commandement aérien stratégique, exploitant des bombardiers Convair B-36 Peacemaker.
Le comté fut choisi pour son implantation stratégique comme point des États-Unis continentaux le plus proche de l'Union soviétique à l'est de l'Oural, de l'Europe et du Moyen-Orient. 
La base pouvait accueillir une centaine de ces gros bombardiers et disposait de la plus grande capacité de stockage à la fois de carburant (35 000 000 litres) et d'armes (4 700 tonnes) de toutes les bases de Commandement aérien stratégique. L'escadre a exploité aussi les bombardiers Boeing B-52 Stratofortress jusqu'à la décision de fermeture de la base intervenue en 1991  mais effective en 1994. 
Cette base a notamment joué un rôle pivot pendant la Guerre du Golfe dans la conduite des opérations Bouclier du désert et Tempête du désert et le retour des troupes américaines du Golfe Persique. 
Réhabilitée, elle est devenue le Loring Commerce Center, un parc industriel et aéronautique qui rassemble 25 entreprises et 1 200 employés hautement qualifiés. L'aérodrome reste exploité sous le nom d' Aéroport international de Loring.   

### Pandémie de Covid-19
Comme dans l'ensemble des comtés du Maine, la population du comté d'Aroostook a été placée en confinement à partir du 2 avril 2020 pour une durée de 30 jours qui a été prolongée jusqu'au 31 mai 2020 par le gouverneur du Maine, Janet Mills.
Selon les données mises en ligne le 24 octobre 2020 par le Département de la Santé du gouvernement du Maine, Aroostook était l'un des trois comtés de l’État les moins touchés par le virus, derrière le comté de Piscataquis (10 cas guéris sur 10 recensés) et le comté de Washington (19 cas guéris sur 31 recensés). Par la suite, la situation a évolué de manière négative avec une augmentation progressive du nombre de personnes contaminées, le comté d'Aroostook n'occupant plus, au 8 juin 2021, que le neuvième rang des comtés du Maine les moins touchés par le virus. Début août 2021 et malgré un taux de vaccination complète de 54,5 %, le comté figurait au nombre des treize comtés de l’État où le port du masque à l'intérieur était recommandé. Le 6 mars 2022, le comté occupait la sixième place dans la liste des comtés les plus contaminés du Maine. 
| localisation      | cas recensés | cas confirmés | hospitalisations | décès |
| ----------------- | ------------ | ------------- | ---------------- | ----- |
| Maine             | 326 246      | 231 696       | 7 677            | 3 096 |
| comté d'Aroostook | 18 948       | 12 367        | 442              | 214   |

## Politique et administration

### Tendance politique
Le comté, qui votait traditionnellement pour le parti démocrate, a vu cette tendance s'inverser lors de l'élection présidentielle de 2016 avec la répartition suivante :
- Hillary Clinton : 38,2 %
- Donald Trump : 55,4 %
- Autres : 6,5 %[51].

Cette tendance s'est confirmée en 2020 avec la répartition suivante :
- Joe Biden : 38,5 %
- Donald Trump : 58, 2 %
- Autres : 3,3 %[52].

### Administration

#### La charte du comté
Le comté s'est doté d'une charte, édictée le 7 novembre 1989, avec pour préambule : « Nous, gens du comté d’Aroostook dans le Maine, en reconnaissance du double rôle du Comté
en tant qu’agence de l’État et en tant qu’unité de gouvernement local, et dans le but d'assurer l’autodétermination dans les affaires du comté dans toute la mesure permise par la Constitution
et les lois de l’État, par la présente Charte, conférons au Comté les pouvoirs suivants,
l’assujettissons aux restrictions suivantes et lui prescrivons les procédures et
structures gouvernementales suivantes ».
Dans cette charte, à l'article premier, le comté réaffirme sa dénomination, ses frontières administratives et le siège de son gouvernement à Houlton. Le 2e article est consacré à l'organisation des pouvoirs et des fonctions. Il précise notamment que le comté est divisé en trois districts (amendement faisant suite à la Public Law 2003, chapitre 291). Chaque district a un commissaire (élu) et les trois commissaires forment le bureau du comté. L'article 3 de la charte en précise les pouvoirs, la fréquence des réunions et les conditions de quorum. L'article 4 concerne l'administration du comté qui est supervisée par un administrateur. Ce responsable assiste aux réunions du bureau et est notamment chargé de collecter toutes les données nécessaires à l'établissement du budget du comté. L'article 5 est consacré au comité des finances du comté, le 6 aux élections et le 7 aux dispositions générales.

#### Les services
Pour la plupart, les services de l'administration du comté se situent au siège du gouvernement à Caribou où les trois commissaires qui constituent l'exécutif ont leur bureau.  
Depuis 1839, c'est-à-dire depuis sa création, le comté dispose d'un shérif dont l'actuel titulaire, en exercice depuis 1998, définit son équipe comme un « organisme correctionnel et d’application de la loi qui se veut progressiste, fondé sur la tradition mais axé sur l’avenir ». Le shérif a son bureau à la ville siège du comté à Houlton.   
Les archives du comté d’Aroostook datent de 1808 pour la partie Sud et de 1846 pour la partie Nord et leurs locaux se trouvent respectivement à Houlton et à Fort Kent. Les Registres des contrats ont été informatisés depuis le 1er janvier 1960 pour le Registre du Nord et depuis le 1er janvier 1985 pour le Registre du Sud. Un ordinateur est à la disposition du public pour les consultations.   
Le procureur du district (District Attorney), qui est élu tous les quatre ans, est chargé de poursuivre les personnes qui sont accusées d'avoir violé la loi de l'État du Maine. Selon leur gravité, les cas sont déférés devant l'une des trois cours compétentes : les délits et infractions devant le tribunal du district, les crimes et les procès avec jury devant la Cour supérieure et les affaires concernant les mineurs devant le tribunal pour enfants. Le procureur du comté est assisté d'un procureur adjoint et de deux substituts. Le service, basé à Caribou, a deux antennes, l'une à Presque Isle, l'autre à Houlton.  
Le juge d'homologation (Judge of Probate), lui aussi élu tous les quatre ans, suit les procédures d'adoption, de tutelle des mineurs et des adultes, les successions, les fiducies, les demandes de changement de nom et depuis le 18 septembre 1999, il apporte son concours à l'application des lois. Ses bureaux se trouvent à Houlton.  
L'agence de gestion des situations d'urgence regroupe « toutes les ressources disponibles pour atténuer les urgences et les catastrophes, s’y préparer, y réagir et s’en remettre ». L'équipe se compose d'un directeur, d'un directeur adjoint, d'un planificateur et d'un planificateur adjoint.   
Les services des territoires non organisés sont chargés d'assister les localités qui n'ont pas de structure de gouvernance. Ils s'occupent notamment de l'entretien des routes et de leur réparation, qu'elles soient macadamisées ou gravillonnées, soit environ 55,8 milles (90 kilomètres). Ils assurent également l’entretien hivernal de plus de 90,26 milles (145 kilomètres) de routes locales, majeures et mineures, ainsi que de voies appartenant au comté. La zone de couverture totale des territoires non organisés dont le comté est responsable concerne les tronçons depuis la Cross Lake (canton T17R5)/New Canada Town Line vers le nord et en descendant vers Norris Road (Old 157) à Molukus (canton TAR5) vers le sud, la West Gate Road à Connor vers l'est, ainsi que l'Oxbow Road entre la Route 11 et l'Oxbow Plantation (canton T9R5) Town Line à l'ouest. Les services ont aussi aidé de nombreuses familles de ces territoires à réparer ou remplacer les fosses septiques de leur maison. Ils supervisent également l’exploitation d’une station de transfert de déchets volumineux à Sinclair (canton T17R4)  .   

## Économie
L'économie du comté repose en grande partie sur ses vastes ressources naturelles et son important patrimoine agraire.

### Exploitation forestière et produits dérivés du bois
L'exploitation des forêts a généré de nombreuses industries du bois et du papier. Ainsi, le plus important employeur du comté d’Aroostook, Fraser Papers, Inc., qui a une scierie à Madawaska et une succursale à Edmundston (Nouveau-Brunswick), emploie environ 1 000 personnes dans la région.

### Agriculture

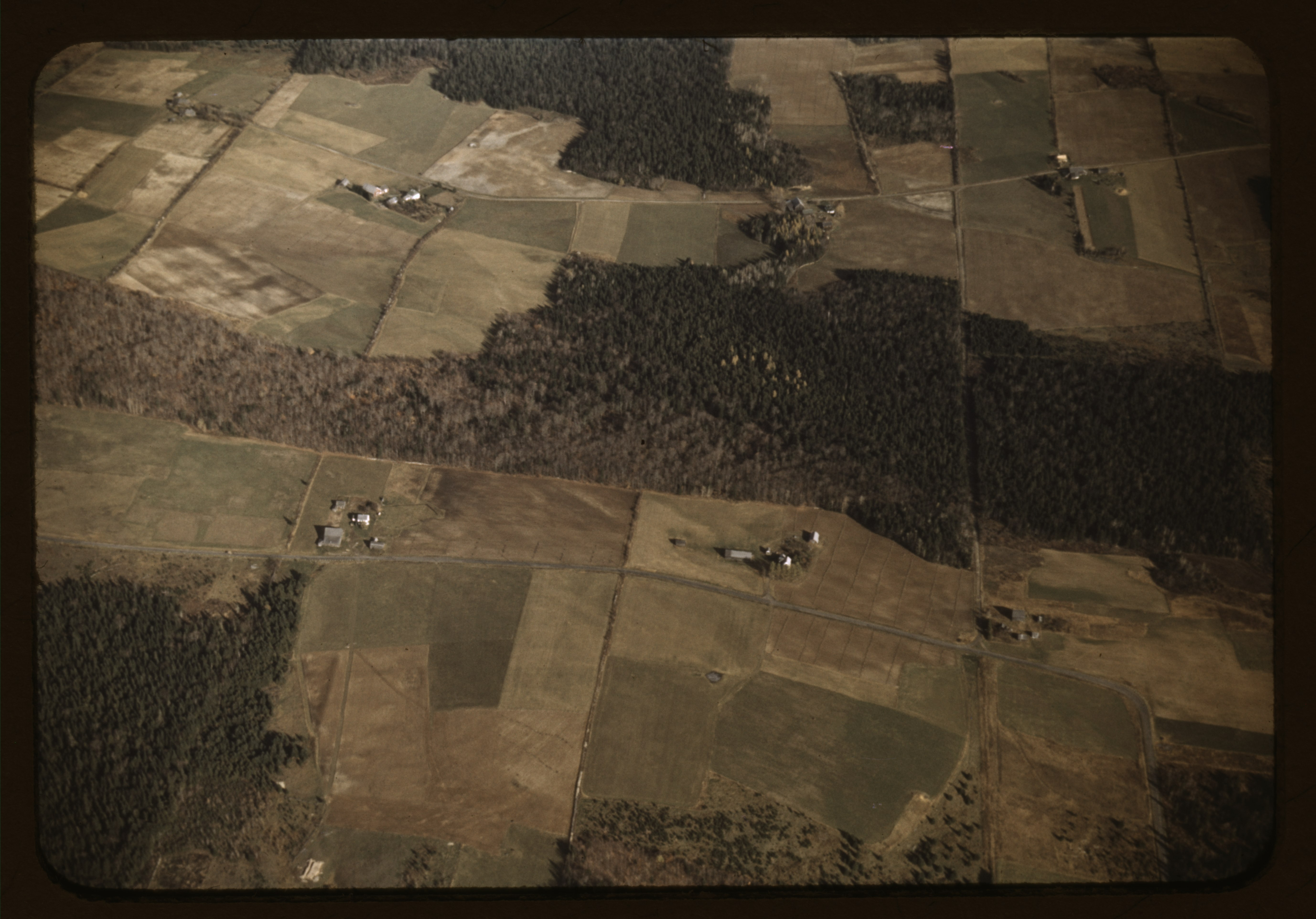
Fermes d'Aroostook au milieu de champs de pomme de terre (Caribou, 1940)

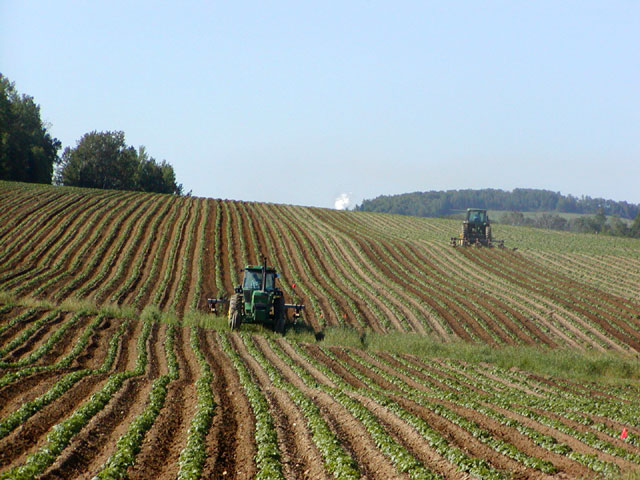
Champs de pomme de terre à Fort Fairfield (2002).

Le bureau d'État du département de l'agriculture des États-Unis se situe à Bangor et ses trois antennes à Fort Kent, Houlton et Presque Isle.  
En 2007, les terres arables représentaient un peu moins de 8 % de la superficie du comté et environ 24 281 ha étaient consacrés à la production de pommes de terre, ce qui représentait 90 % des pommes de terre cultivées dans le Maine. Le Conseil des pommes de terre du Maine se situe d'ailleurs dans le comté d'Aroostoock à Presque Isle. Dans le cadre d'un label de qualité, il désigne chaque année la famille et le plus jeune producteurs de ce tubercule de l'État. En 2019, les deux lauréats sont respectivement une famille de Mapleton et un jeune agriculteur de New Limerick. L'année 2021 a été marquée par une récolte si abondante que les agriculteurs du comté d'Aroostook ont demandé la réquisition des hangars à avions de l'ancienne base aérienne de Loring pour y stocker leurs excédents.  
La pêche comme
Les cultures du foin, de l'orge, de l’avoine, des pois et du brocoli tiennent désormais une place de plus en plus importante. Selon les données mises en ligne en 2019 par le site officiel du gouvernement du comté d'Aroostook, les surfaces cultivées représentent 10 % de la superficie totale du comté et les principales cultures sont par ordre de production le brocoli, la pomme de terre et le foin. La rotation des cultures se fait avec les céréales à paille. Par ailleurs, dans un effort de diversification de l'agriculture, les cultures du lin, du soja et du maïs (comme carburant) tendent à se développer. Les vaches laitières représentent 8,48 % du bétail élevé dans le comté. 
En conséquence et par comparaison avec les autres contés, un nombre assez élevé de résidents travaillent dans les domaines de l'agriculture, de la pêche, de la chasse et de l'exploitation forestière (5,9 % en mai 2017).
Les exploitations agricoles ont une superficie moyenne de 361 acres (146 hectares). La moyenne d'âge des agriculteurs est de 53 ans.
Le 21 septembre 2020,  l'État du Maine a déclaré l'état de catastrophe naturelle pour le comté en raison de la sécheresse sévère et persistante qu'il subit depuis mai 2020 (niveau D2). Un programme d'aide d'urgence pour le bétail (fourrage et eau) et pour les cultures (irrigation des vergers et des vignobles) a été déclenché et une enquête en ligne a été lancée en août 2020 sur les puits secs afin d'évaluer l'impact de la sécheresse sur les récoltes. L'État a par ailleurs demandé aux agriculteurs d'anticiper les sècheresses futures, en améliorant les réserves d'eau, en amendant les sols et en recourant aux cultures de couverture pour un accroissement de la capacité de maintien de l'humidité des sols,.

### Tourisme

#### Activités récréatives de plein air
Dans « le plus grand terrain de sport et de loisirs de toute l'Amérique » que constitue le Maine, le comté d'Aroostook et sa « forêt encore sauvage » tiennent une place prépondérante et attirent en nombre les amateurs de sport et de vie en plein air depuis le tout début du XXe siècle. 
À partir de 1900 et pendant plusieurs décennies, la Bangor and Aroostook Railroad éditera chaque année un guide, « In the Maine Woods », à l'usage de ses clients épris de nature et nostalgiques d'une vie saine dans les camps aménagés le long des rivières et sur les bords des lacs de ce « paradis sylvestre ». Ainsi se développera dans ce comté un métier très spécifique : celui de « Northern Maine guide » (guide du Maine du Nord). Pendant un siècle, ces guides, qui servaient autant de conseiller-instructeur que de serviteur à leurs clients qu'ils désignaient sous le terme de « sports », devinrent de véritables institutions et jouèrent un rôle économique important dans cette région. Les précurseurs de ces guides étaient des Indiens qui guidèrent successivement dans les grands bois du Nord les premiers explorateurs européens, les officiers militaires, les colons, les prêtres, les commerçants et les bûcherons qui pénétrèrent ces forêts primitives. Dès 1897, ces guides étaient répertoriés et devaient obtenir des commissaires à la pêche et à la chasse un certificat d'aptitude à cette profession. Cette communauté des guides, composée d'agriculteurs, de surveillants des bois, de trappeurs ou de bûcherons qui l'exerçaient donc en saison, à côté de leur activité principale, connut son apogée dans les années 1920 et se perpétua jusqu'à la fin des années 1970. En 1978, le métier de guide de plein air s'est professionnalisé et une association s'est créée, la « Maine Professionnal Guides Association », qui regroupe un millier de membres spécialistes de la chasse, de la pêche, des loisirs de plein air, des pratiques de kayak de mer ou de rafting en eau vive, et qui sont formés aux premiers soins.  

#### Filière Acadie
Dans le cadre de son plan stratégique 2015-2018 de développement du territoire et au titre de son axe 6 « Tourisme, culture et qualité du milieu de vie », l'Acadie des Terres et Forêts dont le nord du comté d'Aroostook est l'un des trois secteurs, a élaboré et largement diffusé une carte touristique qui a été intégrée dans le circuit du Canada Atlantique « Expérience Acadie ». Cette carte identifie 45 lieux notables à visiter pour comprendre la culture acadienne dont 15 se trouvent dans le nord du comté d'Aroostook.

### Emplois
Les secteurs de l'économie qui emploient le plus sont, par ordre décroissant, la santé et l'aide sociale (20,33 % en 2017), le commerce de détail (13,12 % en 2017) et l'industrie de transformation (10,32 % en 2017). 
Le taux de chômage dans le comté est évalué à 5,3 % (3,7 % dans le Maine) selon les données recueillies en septembre 2015.
17,5 % de la population vit en dessous du seuil de la pauvreté, contre 12,9 % dans le Maine et 13,4 % au niveau national.

### Temps et modes de transport domicile / travail
En 2019, la moyenne du temps de trajet entre le domicile et le travail est de 17,6 min,  contre 26,4 min au niveau national. 
Ces trajets s'effectuent très majoritairement en voiture individuelle (80,1 %), le covoiturage représentant 9,8 % des modes de déplacement. Viennent ensuite le vélo (0,4 %) et les transports en commun (0,1 %). Le pourcentage de résidents occupant un emploi déclarant s' y rendre à pied est de 4,2 % et le télétravail à domicile représente 4,3 %. 

## Éducation
En ce qui concerne la population étudiante et selon les données recueillies en 2016, la répartition des étudiants du comté penche nettement du côté des femmes :  2 603 sont de sexe féminin et 1 507 de sexe masculin.
En 2016, les universités du comté d’Aroostook ont décerné 584 diplômes, selon la répartition suivante :  
- Northern Maine Community College , 204, soit 34,9 %
- Université du Maine à Fort Kent, 197, soit 33,7 %
- Université du Maine à Presque Isle 183, soit 31,3 %.

La répartition des diplômés dans l'année est la suivante : 352 femmes et 232 hommes.
Pour ce qui est des grandes écoles, les plus prisées dans le comté par ordre décroissant sont l'école de soins infirmiers (16,3 %), l'école des Arts et Sciences libéraux (10,6 %) et l'école de commerce (5,82 %). 

## Culture

Drapeau de l'Acadie.

### Culture acadienne
Un grand nombre de villes du comté d'Aroostook compte une société historique qui œuvre pour la préservation de l'histoire et de la culture spécifiques du nord du Maine. La plus ancienne est la Société historique de Madawaska, qui fut fondée en 1968 dans la ville du même nom. Elle a pour but premier de contribuer à la sauvegarde des valeurs historiques, sociales et culturelles du territoire de Madawaska, appelé aussi Acadie des terres et forêts. 
Le nord du comté d'Aroostook est en effet l'un des trois secteur de ce territoire, avec le nord-ouest de la province de Nouveau-Brunswick et la municipalité régionale de comté de Témiscouata au Québec. À partir de 2009, les trois secteurs ont uni leurs efforts pour organiser le Congrès mondial acadien de 2014. Cet événement a été le « coup d'envoi » d'un projet commun de développement de l'Acadie des terres et forêts. En mars 2014, une équipe de chefs de file s'est constituée, comprenant des hommes d'affaires des trois secteurs, des représentants des localités concernées, des jeunes Acadiens, des représentants des domaines de l'éducation et de la santé, des organismes de développement économique ainsi que des communautés autochtones de l'ensemble de ce territoire. Cette équipe a présenté une déclaration solennelle à l'issue du Sommet économique du Congrès le 22 août 2014 à Edmundston. Dans ce pacte, les chefs de file s'engagent à poursuivre le partenariat initié à l'occasion de l'organisation du Congrès afin d'entreprendre une démarche de coopération transfrontalière dans les secteurs de l'économie, du social et de la culture. L'Acadie des terres et forêts a une présidente, Lise Ouellette, conseillère municipale d'Edmundston et un conseil d'administration de neuf membres dont trois représentent le Maine : Daniel Deveau du Bureau du Gouverneur de l’État, Vincent Frallicciardi, représentant de la ville de Madawaska et Dona Saucier, représentante de la Chambre de commerce de Fort Kent . 

#### Archives acadiennes
Les Archives acadiennes de l’Université du Maine se trouvent à Fort Kent. Leur mission est de regrouper, conserver et diffuser toute l’information collectée sur la culture, le mode de vie et l’histoire de la population franco-américaine et acadienne de la vallée supérieure de la rivière Saint-Jean, qui coule sur 70 milles (113 kilomètres) entre les États-Unis et le Canada. Gestionnaires du dépôt légal des archives manuscrites et audiovisuelles relatives au folklore, aux traditions et à l'histoire de cette région, elles sont au service de la communauté universitaire ainsi que des particuliers et des organismes publics ou privés  tant au niveau du comté et de l’État du Maine qu'à l'échelle nationale et internationale. Les Archives acadiennes sont ouvertes au public du lundi au vendredi de 8h à 16h 30 ou sur rendez-vous.

#### Site du Débarquement des Acadiens

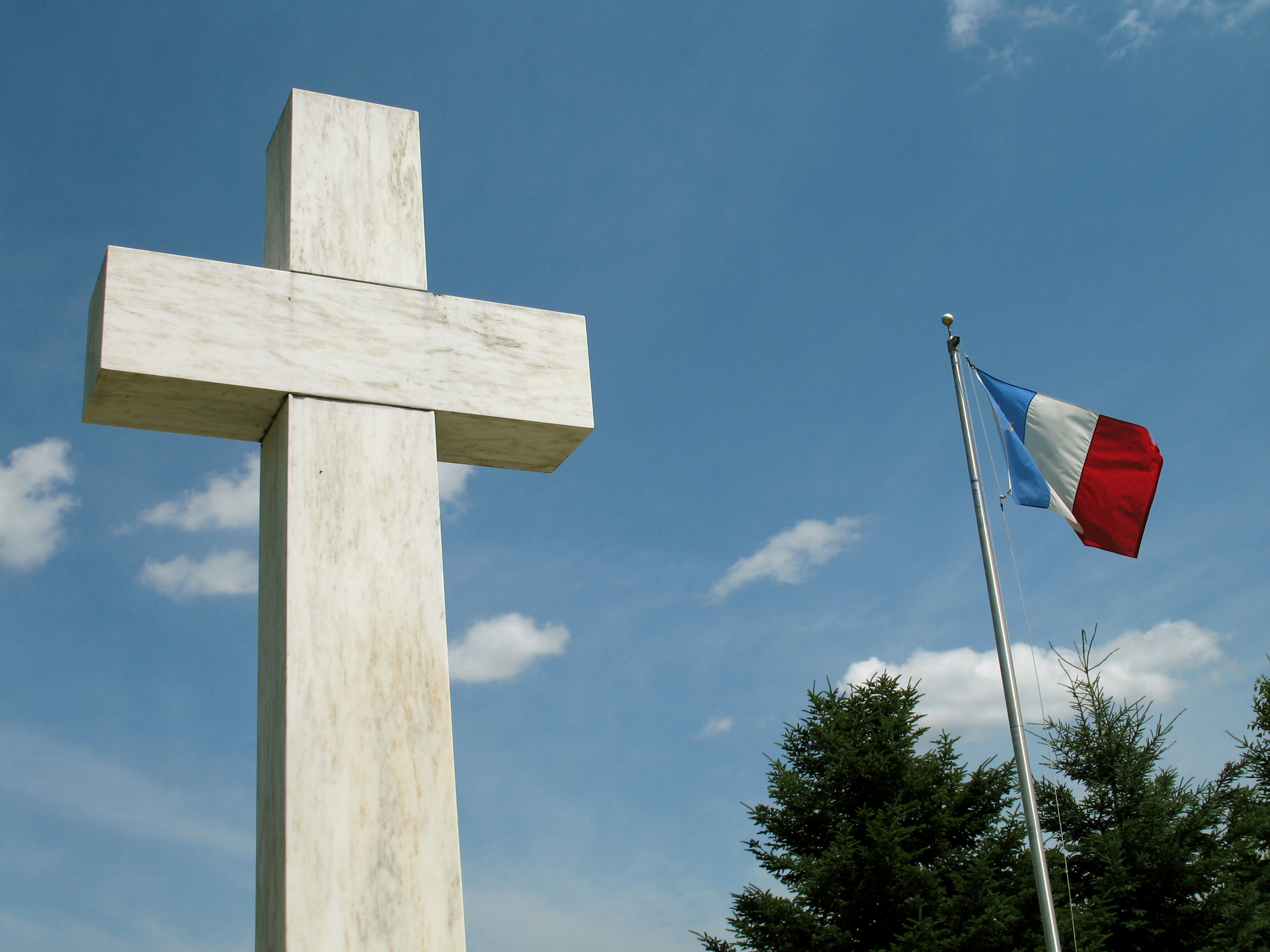
La Croix des Acadiens à Madawaska.

Inscrit le 29 août 1973 au Registre national des lieux historiques, ce site témoigne de l'installation dans la Vallée du fleuve Saint-Jean de certains Acadiens après leur déportation par les Britanniques, notamment pendant le Grand Dérangement de 1755. Le site comprend la Croix des Acadiens qui joue un rôle important dans différentes cérémonies ou évènements culturels liés à la célébration de l'Acadie, comme le Festival acadien organisé à Madawaska chaque année depuis 1869.

#### Village acadien

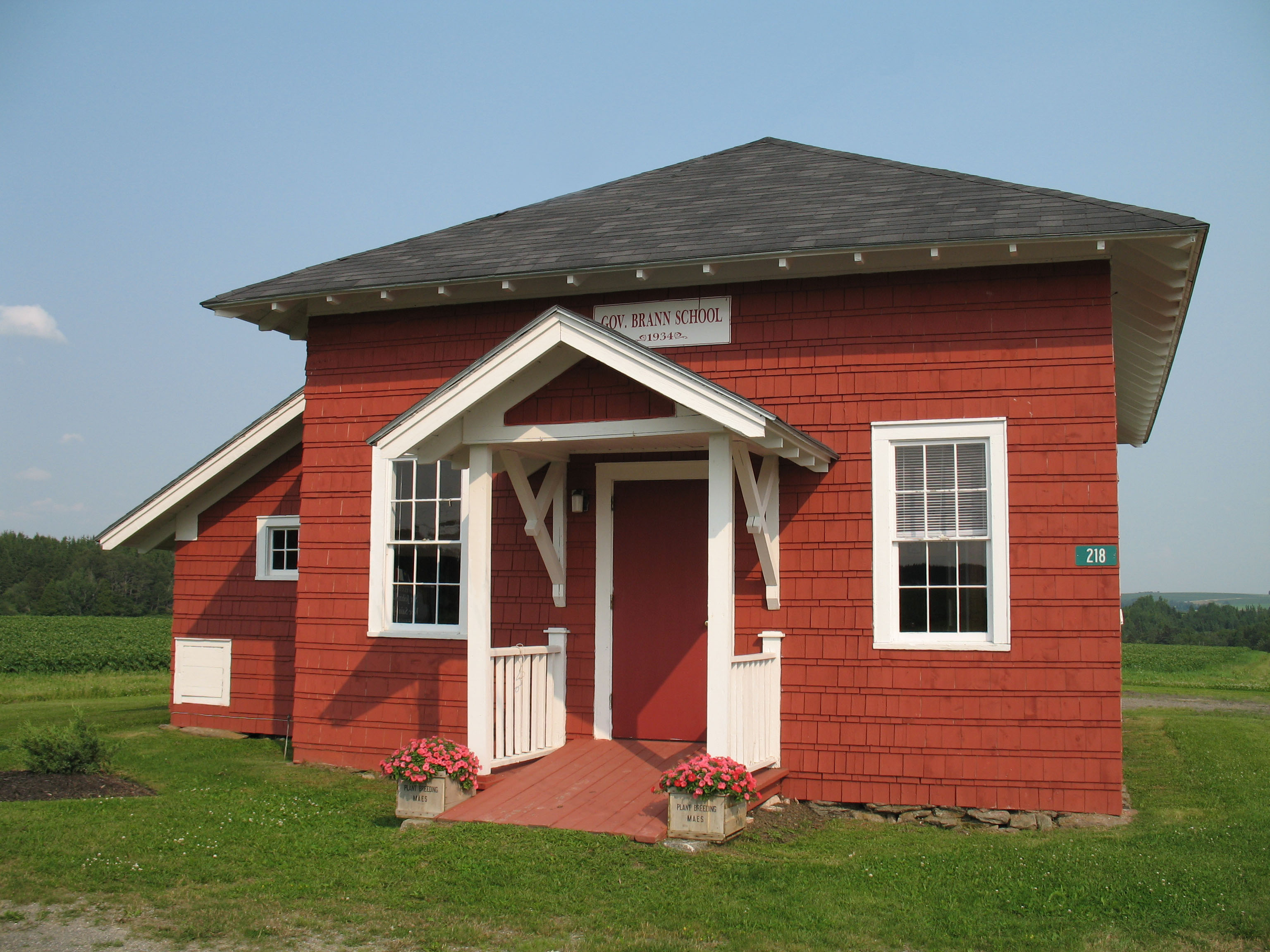
L'école du Village acadien à Van Buren.

Situé à Van Buren, ce village a été reconstitué à l'initiative de la société historique de la localité, Héritage Vivant. Le village a ouvert le 1er juillet 1976. Il est le site historique le plus grand du Maine. Le village comprend 17 bâtiments dont la plupart sont authentiques et proviennent de localités de la région. Ils témoignent de la culture et du mode de vie des Acadiens à la fin du XVIIIe siècle. La chapelle Notre-Dame de l'Assomption est une fidèle réplique d'une église acadienne typique de la fin de ce siècle. La station de gare a été offerte par la Bangor and Aroostook Railroad, l'école de campagne vient de Hamlin où elle fut construite en 1880 pour servir jusqu'en 1942, la maison Roy date de 1790 et la maison Morneault de 1857.

#### Musée culturel du Mont-Carmel

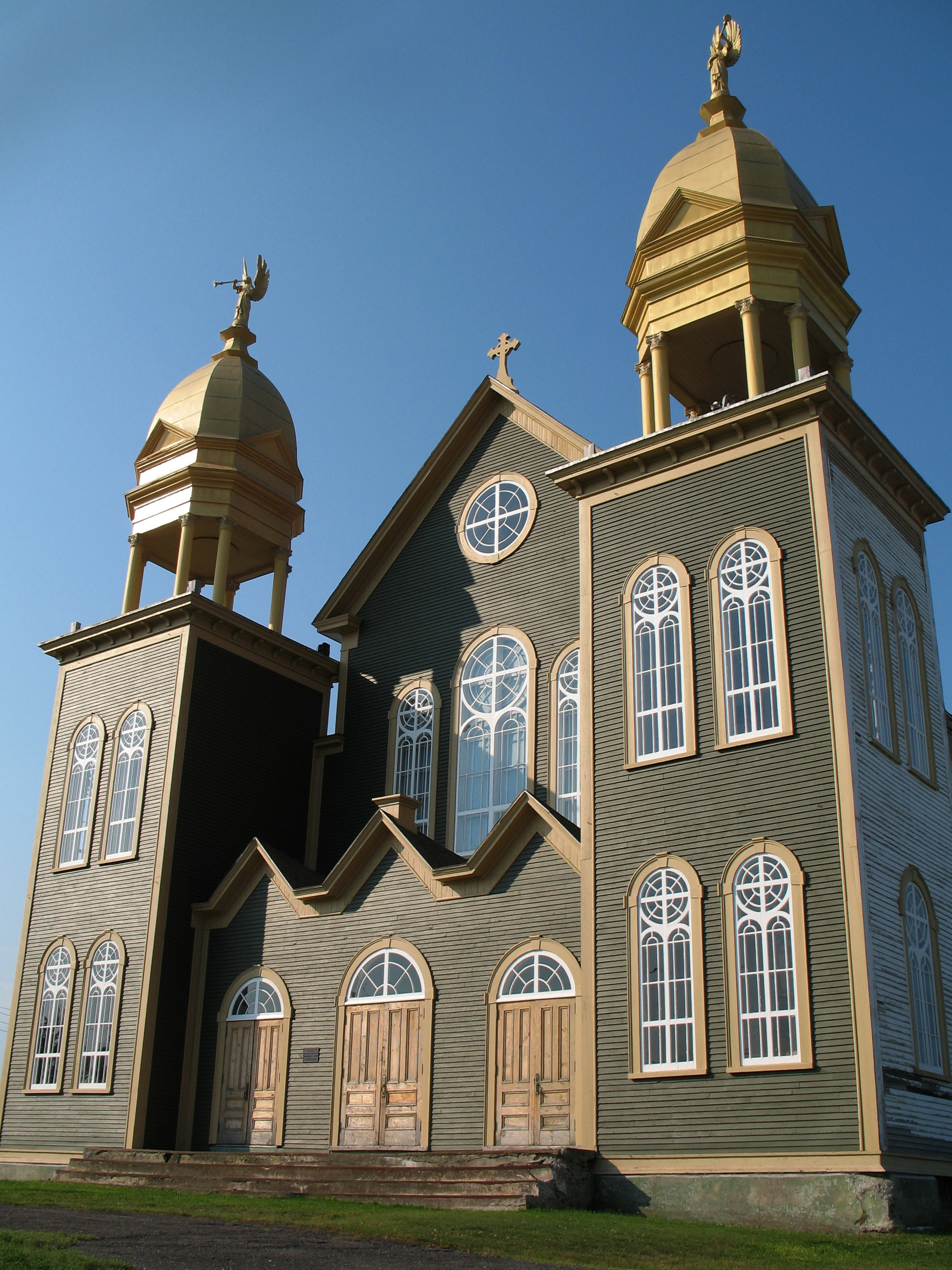
Le Musée culturel du Mont-Carmel à Grand Isle.

Installé à Grand Isle dans l'église Notre-Dame du Mont-Carmel, une église catholique romaine désaffectée en 1978, ce lieu culturel présente l'histoire du peuple acadien. Il regroupe de nombreux objets qui témoignent de la vie quotidienne des Acadiens dans la Vallée du fleuve Saint-Jean dans le Maine mais aussi du mobilier religieux et des vêtements sacerdotaux ainsi que des documents séculiers (musique traditionnelle, art folklorique, photographies historiques, bandes sonores de collectes orales et arts décoratifs). Ce musée a été fondé par Joseph Donald Cyr, un artiste peintre et professeur d'histoire de l'art à l'Université du Maine à Presque Isle. L'église qui l'accueille fait l'objet de restaurations permanentes depuis 1984. La collection regroupe en 2019 plus de 1 000 objets provenant du territoire de Madawaska. Le site comprend aussi une bibliothèque sur l'histoire et la culture locales, avec un fonds spécifique d'ouvrages portant sur le culte catholique datant du milieu du XVIIe siècle.

### Festival de la floraison des plants de pomme de terre du Maine
Le comté d'Aroostook organise depuis 1937 le Festival de la floraison des plants de pomme de terre du Maine. Le festival était organisé chaque année à l'été par une localité différente jusqu'en 1960, année lors de laquelle il fut décidé que Fort Fairfield, estimée « alors la plus grande communauté productrice de pommes de terre au monde », deviendrait la localité d’accueil du festival.
Il s'agit donc de la plus ancienne fête du Maine comme du comté et de la mieux établie, ce grand rendez-vous n'ayant été suspendu que pendant la Seconde Guerre mondiale, par respect pour ceux qui servaient sous le drapeau. Cet évènement est connu à l'échelle des États-Unis et des célébrités s'y sont rendues comme Mildred Ella (Babe) Didrikson Zaharias, Louis Prima, K. C. .Jones et Tom Heinsohn.
Ce festival, qui dure neuf jours, se tient dans la seconde quinzaine du mois de juillet. En 2020, sa 73e édition coïncidait avec le Bicentenaire de l'État du Maine, ce qui aurait dû lui donner un éclat particulier n'eût été la pandémie de la Covid-19.

### Littérature
Le comté d'Aroostook apparaît dans le roman policier Dark Tiger écrit par William G. Tapply.

« Là-haut, à la frontière canadienne, dit Brescia. Le pays de la pomme de terre. Des champs de pommes de terre, des buissons de myrtilles brûlés, des mobile-homes avec des antennes satellite, des carcasses de voitures rouillées. »

— William G. Tapply, Dark Tiger
Ses paysages et son atmosphère sont décrits dans Voyage avec Charley, récit  du célèbre écrivain américain John Steinbeck qui avait  entrepris en 1960, au volant de son camping-car, un voyage de onze semaines à travers l’Amérique, avec pour seul compagnon son chien Charley.

« Le Maine semblait s’étendre à l’infini. L’impression que je ressentais avait dû être celle éprouvée par Peary au moment d’atteindre ce qu’il croyait être le pôle Nord. Mais je voulais voir le comté d’Aroostook, la province la plus septentrionale du Maine. »

## Communautés autochtones
Le comté compte deux communautés autochtones : 
- La tribu des Micmacs d'Aroostook (en), située à Presque Isle : c'est le seul des 28 groupes ethniques autochtones Micmacs à se trouver sur le territoire américain ;
- La réserve des Malécites (en), située à Houlton : les autochtones Malécites, peu nombreux sur le territoire américain, vivent principalement au Canada (Nouveau-Brunswick et Québec)[79].

## Démographie
| Groupe            | Comté d'Aroostook | Maine | États-Unis |
| ----------------- | ----------------- | ----- | ---------- |
| Blancs            | 95,7              | 95,2  | 72,4       |
| Amérindiens       | 1,7               | 0,7   | 0,9        |
| Métis             | 1,4               | 1,6   | 2,9        |
| Afro-Américains   | 0,6               | 1,2   | 12,6       |
| Asiatiques        | 0,4               | 1,0   | 4,8        |
| Autres            | 0,2               | 0,4   | 6,4        |
| Total             | 100               | 100   | 100        |
|                   |                   |       |            |
| Latino-Américains | 0,9               | 1,3   | 16,7       |

Pyramide des âges (2000).

L'âge moyen des habitants est de 47 ans et demi, soit quatre années et demi de plus que l'âge moyen des résidents de l'État du Maine.
Près de 50 % des résidents sont nés dans le comté et 50,6 % sont des femmes.
Selon l'American Community Survey, pour la période 2011-2015, 83,43 % de la population âgée de plus de 5 ans déclare parler l'anglais à la maison, 14,70 % le français, 0,65 % l'espagnol et 1,22 % une autre langue.

## Francophonie
En 2014, le comté a co-organisé, avec le Québec, le Congrès mondial acadien qui s'est tenu le long de la frontière canado-américaine. À cette occasion a été programmé un Tintamarre qui s'est déroulé à Madawaska ainsi qu'un grand bras de fer traversant le fleuve Saint-Jean. Cette cinquième édition de la manifestation dans l'Acadie des terres et des forêts a reçu le soutien du gouverneur de l'État du Maine, Paul LePage.